# Storia dell'Associazione Calcio Milan
(La Gazzetta dello Sport, 15 dicembre 1899)
Questa voce tratta la storia dell'Associazione Calcio Milan dal 1899 al terzo millennio.

## Le origini e i primi vent'anni (1899-1919)
(Herbert Kilpin)

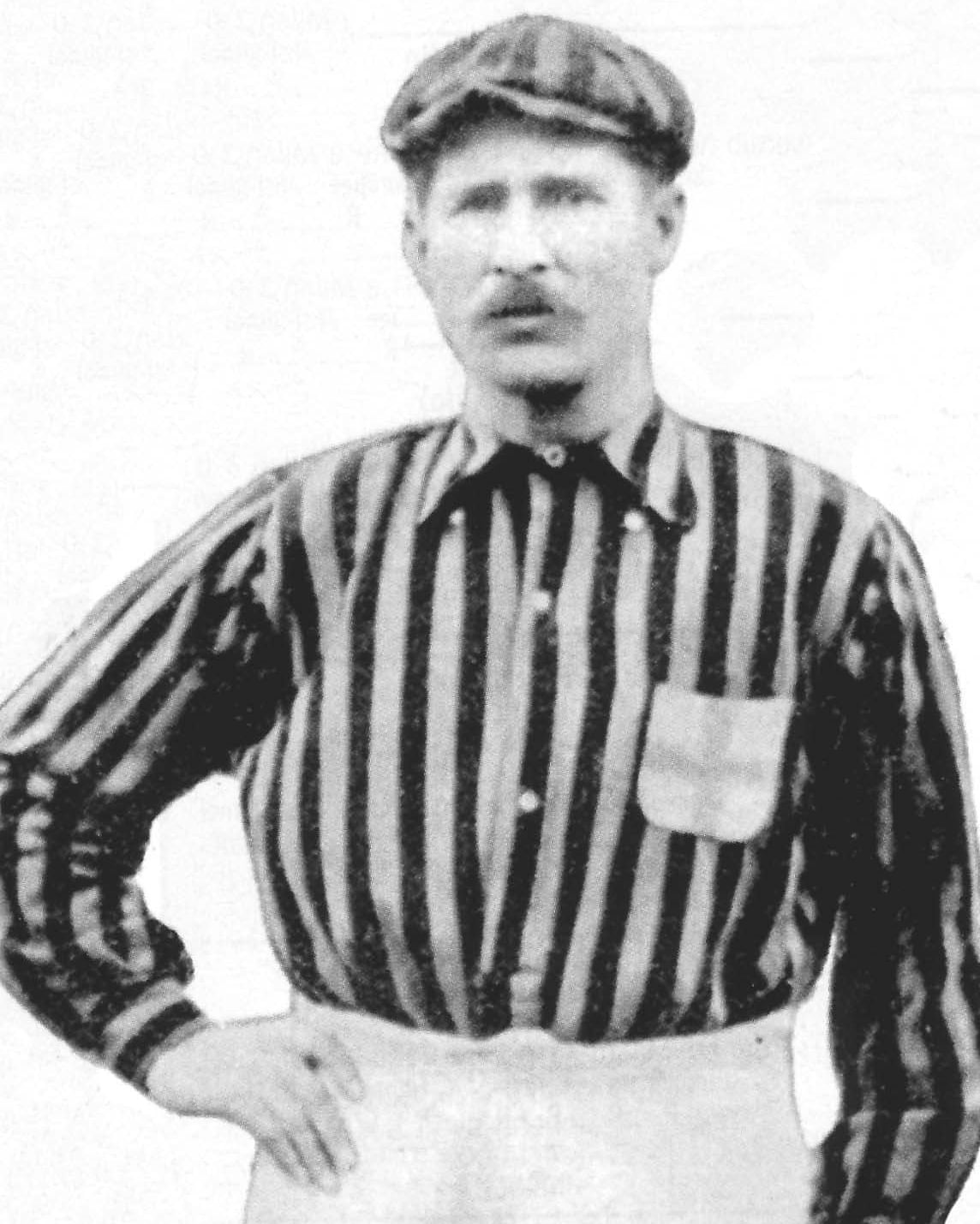
Herbert Kilpin, primo allenatore e primo capitano del Milan.

Il Milan Football & Cricket Club fu costituito nel dicembre 1899 a Milano grazie all'iniziativa di un gruppo di inglesi e italiani, tra i quali Alfred Edwards, il primo presidente, Edward Nathan Berra, il vicepresidente e capitano della squadra di cricket, il segretario Samuel Richard Davies, e fra i soci fondatori David Allison (capitano della squadra), Daniele Angeloni, Giannino Camperio, Antonio Dubini, Guido Valerio e Herbert Kilpin. La data esatta non è materia condivisa, poiché l'atto costitutivo del club risulta irreperibile; sebbene la società stessa fissi tradizionalmente la propria nascita al 16 dicembre, secondo un articolo coevo del Corriere dello Sport – La Bicicletta, primo organo di stampa del club, la fondazione avvenne in realtà il 18 dicembre 1899, nel corso di un'assemblea presso l'Hôtel du Nord e des Anglais:
(Società Internazionale di foot-ball a Milano, Corriere dello Sport – La Bicicletta, Milano, 21 dicembre 1899)
Edwards, già vice-console britannico a Milano e personaggio noto negli ambienti dell'alta società milanese, è il primo presidente eletto del Milan. Inizialmente la società comprende anche una sezione di cricket affidata a Edward Nathan Berra oltre alla sezione di calcio controllata da David Allison. Kilpin, primo allenatore e primo capitano della squadra, porta con sé una serie di mute (i completi di gioco) della squadra di cui era, oltremanica, acceso sostenitore. Da allora il Milan vestirà la classica maglia a strisce verticali di colore rosso-nero. Il primo campo di gioco è il Trotter di piazza Doria, la prima sede è la Fiaschetteria Toscana di via Berchet, nel centro di Milano.
 Torinese - Milan  
Arbitro: De Roote
Marcatori:  15’,  18’,  70’ Bosio
Nel gennaio del 1900 il presidente Edwards affilia il club alla Federazione Italiana Football. La squadra, accede direttamente alle semifinali del campionato di calcio 1900 e viene eliminata in seguito al 3-0 rimediato dalla Torinese: questa è la prima partita ufficiale della storia del club. Nello stesso anno vince la prima edizione della Medaglia del Re battendo 2-0 la Juventus. Seguiranno altri due successi in questa competizione (in finale contro Genoa e Torinese) nelle successive e uniche due edizioni organizzate di questo torneo, in quanto il regolamento prevedeva che la medaglia, messa in palio da Umberto I di Savoia, fosse permanentemente assegnata alla squadra che per prima si fosse aggiudicata tre tornei consecutivi.
I rossoneri salgono presto alla ribalta delle cronache calcistiche italiane con la vittoria del primo titolo nazionale nel 1901, interrompendo, così, la serie di vittorie consecutive del Genoa, sconfitto in finale per 3-0. Il club rossonero è il secondo in assoluto a fregiarsi del titolo di Campione d'Italia. Samuel Davies è il primo milanista a segnare una rete in campionato (la rete dell'1-0 contro la Mediolanum nel primo turno del torneo 1901). La squadra guidata dal capitano e allenatore Kilpin, perde la finale dell'anno dopo, a opera dei genoani: vince invece per la prima volta il campionato FGNI, ripetendosi nella medesima manifestazione per altre quattro volte dal 1904 al 1907. Nel 1906 ottiene un altro successo nel massimo campionato nazionale.

La Fiaschetteria Toscana in via Berchet 1 a Milano, prima sede del Milan. Ha ospitato le assemblee societarie dei rossoneri dal 1899 al 1909.

In quell'occasione sorge uno dei primi "casi" del calcio italiano: dopo il Girone Finale Milan e Juventus (campione d'Italia in carica) sono a pari punti, per cui si rende necessaria una gara di finale. Si gioca a Torino sul campo dei bianconeri, in virtù del maggior numero di reti segnate: il confronto termina in parità (0-0) dopo i tempi supplementari. A quei tempi, non essendo previsti i tiri di rigore, si procedeva alla ripetizione della partita. La Federazione sceglie il campo neutro dell'US Milanese a Milano, e i bianconeri in segno di protesta rinunciano a giocare. Il Milan può tuttavia sancire la legittimità del suo successo ripetendo l'exploit nel 1907 con Daniele Angeloni in panchina: questa volta i Diavoli prevalgono nel Girone Finale sul Torino e sull'Andrea Doria.
Nel 1908, a seguito di dissidi interni riguardo alla necessità o meno di tesserare giocatori stranieri, un'ala della dirigenza si separa dalla società rossonera e il 9 marzo fonda un nuovo club, chiamato Football Club Internazionale. In quell'anno, come altre squadre, il Milan non prende parte al campionato nazionale. Vince però la Palla Dapples e difende il titolo più volte, come già accaduto nel 1905, 1906 e 1907 per un totale di 23 vittorie in questa competizione. L'anno successivo (1909), i rossoneri partecipano al campionato con due giocatori stranieri in organico, e vincono il primo derby ufficiale della storia, prevalendo sull'Inter per 3 reti a 2 dopo aver vinto anche il primo derby non ufficiale a Chiasso: 2-1 nella finale di Coppa Chiasso 1908, torneo svizzero che viene vinto dai rossoneri anche nel 1906 e nel 1907. Nel 1909 c'è anche il primo cambio ai vertici della società: Piero Pirelli succede a Edwards. Contestualmente, avviene il primo cambio di sede societaria: dalla Fiaschetteria Toscana di via Berchet 1, prima sede dei rossoneri, il Milan si trasferisce alla Birreria Spatenbräu di via Foscolo 2 a Milano.

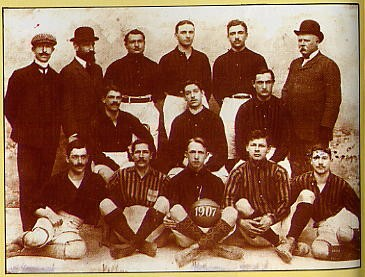
La rosa del Milan campione d'Italia nel 1907.

Nel 1910 arriva al Milan il belga Louis Van Hege, attaccante che rimane fino al 1915 siglando 97 gol in 88 presenze. In questo periodo si fa notare anche il difensore Renzo De Vecchi.
Il club sfiora la vittoria dello "scudetto" (questo termine entrerà nel gergo calcistico nel 1924) nel 1911 e soprattutto nel 1912, quando termina il campionato al secondo posto, in entrambi i casi dietro la Pro Vercelli nel Girone Ligure-Lombardo-Piemontese, precludendosi la possibilità di disputare la finale contro la vincitrice del Girone Veneto-Emiliano, nel secondo caso ad un punto dalla squadra vercellese. Nel 1912 il Milan cambia per la seconda volta la sede societaria trasferendosi alla Bottiglieria Franzini in via Mercanti 1. Nel 1915 il Milan cambia nuovamente sede, tornando alla Birreria Spatenbräu, ora chiamata Birreria Colombo, in via Foscolo 2.
Nel 1916 il Milan vince la Coppa Federale, che in quell'anno sostituiva in qualche modo il campionato, sospeso a causa della prima guerra mondiale. Non si tratta, comunque, di un trofeo ufficialmente riconosciuto dalla FIGC come titolo italiano e non rientra quindi nel computo degli scudetti. Nelle stagioni seguenti la squadra si aggiudica per due volte i campionati regionali (il campionato nazionale rimane ancora sospeso a causa della guerra): vince infatti la Coppa Lombarda nel 1917 e la Coppa Mauro nel 1918 battendo l'Inter allo spareggio con uno storico 8-1.
Nel 1919 si piazza seconda nella Coppa Mauro, a due punti dal Legnano, ma davanti all'Inter, battuta in entrambi i derby, per 4-3 e 5-2.
In questo anno muta la denominazione originale di Milan Football and Cricket Club in Milan Football Club.

## Dagli anni 1920 agli anni 1940: Il periodo di transizione e la costruzione dello stadio San Siro

Lo stadio di San Siro poco dopo la sua inaugurazione (1926).

Nel periodo che va dal primo dopoguerra alla seconda guerra mondiale il club incappa in una serie di stagioni senza vittorie in cui, pur mantenendosi sempre nella massima categoria, si piazza frequentemente in zone di metà classifica, non andando mai oltre il terzo posto, ottenuto nel 1937-1938 (a tre punti dall'Inter campione) e nel 1940-1941. La squadra consegue inoltre due quarti posti nel 1931-1932 e nel 1936-1937.
Nel 1922 la società ingaggia Ferdi Oppenheim. L'austriaco è il primo allenatore professionista che siede sulla panchina rossonera e anche il primo tecnico straniero, se si esclude il cofondatore della società Herbert Kilpin. Dopo due stagioni Oppenheim lascia il posto a Vittorio Pozzo che avrebbe condotto la Nazionale italiana al trionfo mondiale nel decennio successivo. Il giovane allenatore italiano non ottiene risultati coi rossoneri e viene esonerato dopo due stagioni. Nel 1923 il Milan cambia per la quarta volta sede, trasferendosi dalla Birreria Colombo di via Foscolo 2 al Bar Vittorio Emanuele in Corsia dei Servi
Nel 1926 viene costruito lo Stadio di San Siro voluto dall'allora presidente Piero Pirelli. Il nuovo impianto, rimasto di proprietà del club fino al 1935 quando viene ceduto al comune, viene inaugurato con un derby vinto dall'Inter per 6-3. A segnare il primo gol assoluto nel nuovo stadio è Giuseppe Santagostino, protagonista tra i rossoneri nel decennio 1921-'31: l'ala mette a segno infatti 106 reti in 235 presenze (a oggi ottavo marcatore di sempre nella storia del club), e tornerà in veste di allenatore nei primi anni 1940. Sempre nel 1926 il Milan trasferisce la sua sede dal Bar Vittorio Emanuele in Corsia dei Servi a via Meravigli 7
Nella stagione 1926-1927, il club esordisce in Coppa Italia, torneo alla sua seconda edizione, che verrà però interrotto ai sedicesimi di finale. Nel 1929 Pirelli lascia la presidenza. Al vertice della società si susseguiranno cinque presidenti (Ravasco, Benazzoli, Annoni, Colombo e Invernizzi) in poco più di dieci anni.
Nella stagione 1929-1930 il club partecipa al primo campionato a girone unico. L'esordio in Serie A avviene con il Brescia il 6 ottobre 1929 e vede il Milan imporsi per 4-1. Tuttavia la stagione, apertasi con la notizia della prematura morte del capitano rossonero Abdon Sgarbi causata da tifo, si conclude con un undicesimo posto.
Per gran parte degli anni 1930 la fascia di capitano è affidata a Giuseppe Bonizzoni, zio di Luigi Bonizzoni, che sarà allenatore del Milan a fine anni 1950. Nel campionato 1930-31 i rossoneri subiscono 15 sconfitte: questo rappresenta tuttora un record negativo per il club nella serie A a girone unico. Nel 1930 il Milan trasferisce la sua sede da via Meravigli 7 al "Telegrafo Milan Club" di via Gaetano Negri 8, mentre nel 1934 Pietro Arcari si laurea campione del mondo con la Nazionale italiana: è il primo rossonero a riuscirci.

Aldo Boffi, tra i più grandi goleador nella storia del Milan: dal 1936 al 1944 il Bombardiere di Seregno segnò 109 reti in 164 gare con la maglia rossonera, laureandosi per tre volte capocannoniere della Serie A.

Nel 1936 la società muta la denominazione in Milan Associazione Sportiva, mentre nel 1939 le autorità fasciste impongono l'italianizzazione del nome in Associazione Calcio Milano. In questo periodo i rossoneri esordiscono nella Coppa dell'Europa Centrale nel 1938 (esordio assoluto in una competizione internazionale), dopo l'esito negativo degli spareggi di ammissione del 1929 contro il Genoa (sconfitta al sorteggio dopo due pareggi, non essendo all'epoca previsti i tiri di rigore). L'avventura in tale competizione (nota anche come Coppa Mitropa) termina al primo turno per il Diavolo sconfitto complessivamente 4-3 dai rumeni del Ripensia Timișoara, squadra all'epoca Campione di Romania. Dal 1935-1936 al 1938-1939 il club centra inoltre quattro semifinali consecutive di Coppa Italia, con altrettante eliminazioni.
A cavallo tra gli anni 1930 e gli anni 1940 si fa notare l'attaccante Aldo Boffi, tre volte capocannoniere del campionato nel 1938-1939, 1939-1940 e 1941-1942. Il brianzolo è il primo giocatore milanista ad affermarsi in tale classifica. Nel 1940 il Milan trasferisce la sua sede dal "Telegrafo Milan Club" di via Gaetano Negri 8 al "Telegrafo Calciomilano" di via Del Lauro 4.
Risale al 1940 anche l'arrivo del due volte campione del mondo Giuseppe Meazza, lasciato libero dall'Inter a causa di un problema circolatorio, dopo 13 anni di carriera in nerazzurro dove ha segnato 245 reti. In rossonero l'attaccante, che nella stagione 1941-1942 veste anche la fascia di capitano, non riesce a ripetere le prestazioni passate: colleziona 37 presenze siglando 9 gol in due campionati prima di essere ceduto alla Juventus.
Proprio contro i bianconeri, nel 1942 il club gioca per la prima volta una finale di Coppa Italia e perde con il risultato complessivo di 5-2 al termine di un doppio confronto.
Durante il secondo conflitto mondiale la squadra partecipa ai tornei calcistici di guerra senza successo. Alla fine del conflitto la società torna alla vecchia denominazione. Nasce così, nel 1945, l'Associazione Calcio Milan.
Nei quattro campionati dell'immediato secondo dopoguerra, dominati dal Grande Torino, la squadra, con allenatore Giuseppe Bigogno e presidente Umberto Trabattoni (divenuto presidente dopo cinque anni da commissario straordinario e la breve parentesi al vertice di Antonio Busini), si classifica sempre fra le prime tre, tranne che per il quarto posto del 1946-1947, e ottiene per la prima volta il titolo simbolico di "campione d'inverno" nel 1947-1948 sfiorando più volte il successo. In questo periodo il Milan è formato da giocatori come il capitano Giuseppe Antonini, Andrea Bonomi, Renzo Burini, Mario Foglia, Aredio Gimona, Omero Tognon, Carlo Annovazzi, Paolo Todeschini, Riccardo Carapellese, Paddy Sloan e Héctor Puricelli. Quest'ultimo lascia i rossoneri nel 1949 per poi tornare nel 1955 in veste di allenatore.

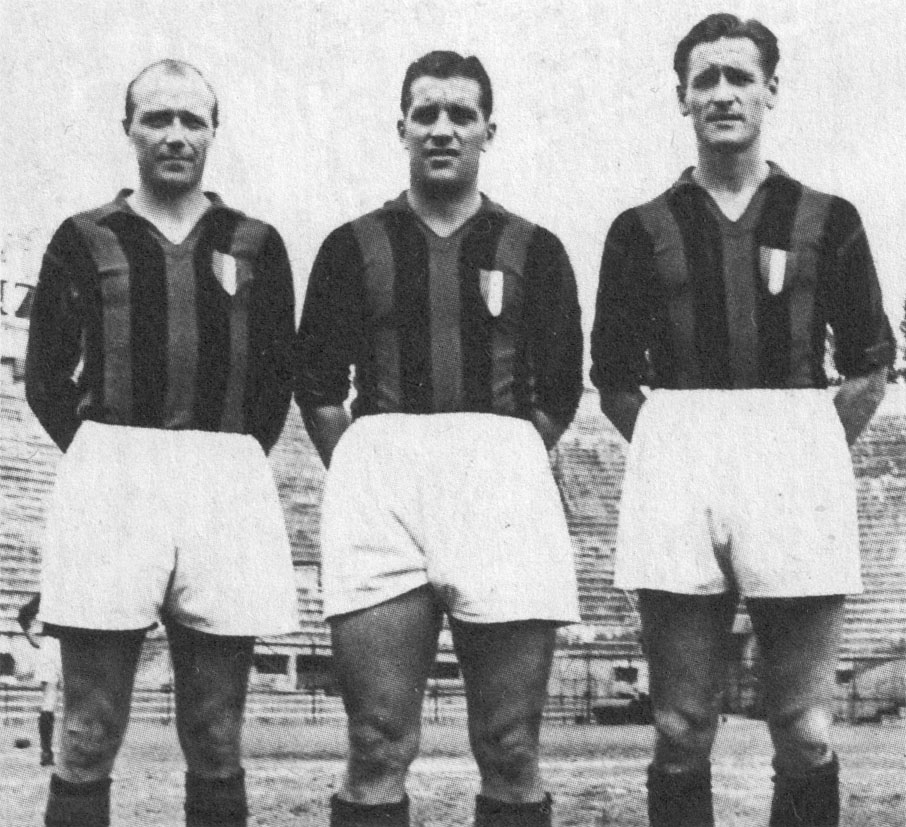
Il trio Gre-No-Li (1949-1953), alla base del ritorno ai vertici dei meneghini nel secondo dopoguerra; da sinistra: Gunnar Gren (133 gare e 38 gol col Milan), Gunnar Nordahl (miglior marcatore rossonero di tutti i tempi con 210 gol in 257 gare, nonché terzo cannoniere della storia della Serie A dopo Piola e Totti) e Nils Liedholm (359 gare e 81 gol col club).

Per la stagione 1949-50 vengono acquistati i campioni olimpici Nils Liedholm e Gunnar Gren che si aggiungono a Gunnar Nordahl già in rossonero dal gennaio 1949. Si forma così un trio d'attacco svedese che viene ribattezzato Gre-No-Li dalla contrazione delle iniziali dei tre giocatori. Questa è una stagione di svolta per il Milan: da società che fa fatica a stare al passo con i tempi e che non ha completato la trasformazione da società dilettantistica a società moderna, i rossoneri colmano il gap con le altre squadre e sono pronti per rivincere lo scudetto, che manca dalle bacheche del Milan da più di 40 anni. Ai rossoneri, nei decenni precedenti, mancava infatti quella maturità che avrebbe evitato molte sconfitte con le società minori, a fronte di ottimi risultati con le squadre più blasonate: questa contraddizione ha poi impedito al Milan di vincere il titolo nazionale per decenni. Grazie a questo cambiamento di rotta, e ai successi che sarebbero arrivati, nel corso dei decenni seguenti, il numero dei tifosi rossoneri si moltiplicherà, travalicando i confini lombardi e assumendo una dimensione nazionale. Altro cambiamento importante di questo periodo è nella filosofia di gioco: da squadra operaia e corsara che si basa molto sulla forza fisica, il Milan diventa depositario di una tradizione che predilige l'organizzazione di squadra e il bel gioco.
Nella Serie A 1949-1950, primo torneo dopo la tragedia di Superga, viene stabilito il record del club per quanto riguarda il maggior numero di reti segnate in un campionato (118) e quello relativo alla maggior differenza reti (+73). In questa stagione vi è, il 5 febbraio 1950, il 7-1 inflitto alla Juventus sul suo campo, in quella che è la prima gara italiana trasmessa in TV. Questo risultato consente al Milan guidato da Lajos Czeizler di portarsi a un punto dai bianconeri capolista, ma non è sufficiente per aggiudicarsi il titolo nazionale. I Diavoli chiudono infatti secondi a 5 lunghezze dai piemontesi. Nordahl vince il suo primo titolo di capocannoniere in virtù delle 35 reti segnate stabilendo il record di reti segnate in una stagione della Serie A. Il record fu superato nella stagione 2015-2016 da Gonzalo Higuain che segnò ben 36 reti. Nel 1949 il Milan trasferisce la sua sede dal "Telegrafo Calciomilano" di via Del Lauro 4 a corso Venezia 36.

## Gli anni 1950

### Il periodo 1950-1955: Il ritorno alla vittoria del campionato e la prima coppa internazionale

L'undici rossonero vincitore della Serie A nella stagione 1950-1951, che ruppe un digiuno di 44 anni dal precedente scudetto milanista.

Nella stagione 1950-1951 il Milan si aggiudica il titolo di campione d'Italia (dal 1925 chiamato anche scudetto) a 44 anni dall'ultima affermazione. È il primo titolo ottenuto dai rossoneri da quando è stato introdotto il girone unico. Tra i protagonisti di questo successo c'è il trio svedese Gre-No-Li formatosi nella stagione precedente. Nel giugno 1951 il club mette in bacheca anche la Coppa Latina, la più importante competizione calcistica europea dell'epoca, sconfiggendo l'Atlético Madrid nelle semifinali (4-1) e i francesi del Lille in finale (5-0): è il primo trofeo internazionale vinto dai rossoneri.
Nel campionato 1951-1952, nonostante i rinforzi Pietro Grosso e Amleto Frignani, i rossoneri (che da quest'anno per la prima volta sfoggiano lo stemma tricolore sulle maglie) si classificano secondi alle spalle della Juventus, dopo aver lottato coi bianconeri per il titolo di campioni d'inverno e aver anche occupato la vetta, ceduta di nuovo ai piemontesi prima della fine del girone di andata. Nel girone di ritorno i Diavoli si arrendono nella rincorsa anche a seguito della sconfitta nello scontro diretto e chiudono il torneo al secondo posto a 7 punti dai bianconeri campioni d'Italia.
Nella stagione 1952-1953 il Milan chiude il campionato al terzo posto alle spalle dell'Inter campione e della Juventus. Con 26 reti Nordahl è di nuovo capocannoniere del torneo. Pur non essendosi laureati campioni d'Italia, i rossoneri partecipano alla Coppa Latina in sostituzione dell'Inter e della Juventus, che rinunciano a parteciparvi. La squadra viene sconfitta nell'atto conclusivo dai francesi dello Stade Reims. La stagione 1952-53 è l'ultima del trio Gre-No-Li: al termine della manifestazione europea Gren passa infatti alla Fiorentina.
Nella stagione 1953-1954 i rossoneri si aggiudicano il terzo posto a pari merito con la Fiorentina, alle spalle di Inter e Juventus. Con 23 reti Nordahl è capocannoniere per la quarta volta in cinque stagioni.

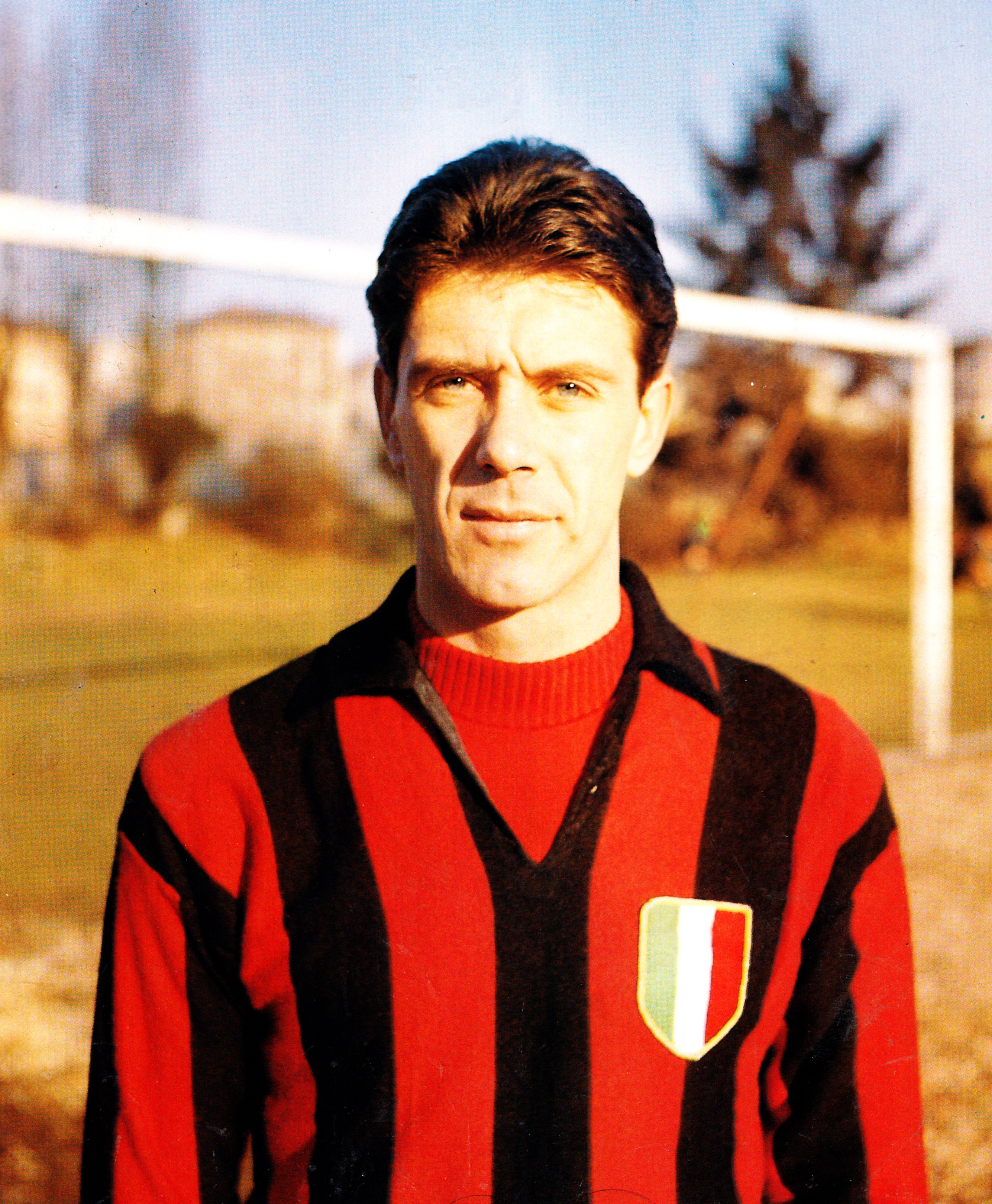
Cesare Maldini, acquistato dalla nel 1954, rimarrà a Milano fino al 1966 divenendo una delle storiche bandiere rossonere, e sollevando da capitano la prima Coppa dei Campioni milanista nel 1963.

Nella stagione 1954-1955 il Milan vince il suo quinto scudetto con 4 punti di vantaggio sulla seconda classificata Udinese, che verrà poi retrocessa per un illecito sportivo commesso due anni prima. La vittoria del campionato dà anche al Milan il diritto di accedere alla prima edizione assoluta della Coppa dei Campioni, che prenderà il via nella stagione seguente. A Parigi, in giugno, si svolge inoltre la sesta edizione della Coppa Latina. I rossoneri vengono sconfitti nelle semifinali dallo Stade Reims e vincono la finale per il 3º posto contro il Belenenses. Nel 1955 il Milan trasferisce la sua sede da corso Venezia 36 a via Andegari 4.

### Il periodo 1955-1959: Altri due scudetti, la seconda Coppa Latina e la prima finale di Coppa dei Campioni
Nella stagione 1955-1956 i rossoneri chiudono secondi alle spalle della Fiorentina, dopo aver concluso anche il girone d'andata al secondo posto, sempre dietro ai viola. Alla fine del torneo sono 12 i punti di distacco tra i toscani e il Milan, battuto nello scontro diretto sia all'andata che al ritorno. In Coppa dei Campioni il club raggiunge, dopo le vittorie con 1. Fußball-Club Saarbrücken (7-5) e Rapid Vienna (8-3), le semifinali, dove viene eliminato dal Real Madrid. Nel giugno del 1956, si svolge a Milano la penultima edizione della Coppa Latina: i rossoneri vi partecipano al posto della Fiorentina, rinunciataria per mancanza di organico, e vincono il trofeo per la seconda volta in quattro partecipazioni, sconfiggendo in finale i campioni di Spagna dell'Athletic Bilbao per 3-1. 
La stagione 1956-1957 vede il Milan aggiudicarsi il titolo nazionale per la sesta volta nella sua storia staccando la Fiorentina, seconda in classifica, di 6 lunghezze. Con questo risultato il Milan chiude un periodo di dieci stagioni consecutive (dal 1947-48 al 1956-57), in cui ha concluso il campionato nelle prime tre posizioni di classifica, record nella storia del club e seconda miglior sequenza di "podi" consecutivi in Serie A, superata solo dalla Juventus nel periodo che va dalla stagione 1971-72 alla stagione 1983-84, con tredici piazzamenti consecutivi nelle prime posizioni in classifica. I rossoneri partecipano così in giugno anche all'ultima edizione della Coppa Latina dove ritrovano in semifinale il Real Madrid che li aveva eliminati dalla Coppa dei Campioni nella stagione precedente. Il match registra un'altra sconfitta per il Diavolo, questa volta per 5-1. Nella gara che assegna il terzo posto si impone per 4-3 sul Saint-Étienne, ottenendo così il secondo terzo posto in questo torneo che, insieme ai due successi datati 1951 e 1956 (record condiviso con Real Madrid e Barcellona) e al secondo posto del 1953, fa del Milan una delle squadre più vincenti in questa competizione.
Nella stagione 1957-58, partito Cucchiaroni, si cerca un centravanti che possa raccogliere l'eredità di Gunnar Nordahl. Il Milan offre 120 milioni di lire al Palmeiras per ingaggiare il ventenne attaccante José Altafini. Il club paulista accetta l'offerta e cede il suo centravanti ai rossoneri. I Diavoli chiudono poi il campionato al nono posto, a pari punti con l'Inter e l'Udinese, a soli 4 punti dalla retrocessa Atalanta. In Coppa Italia (manifestazione reistituita dalla FIGC dopo 15 anni) il Milan si qualifica per i quarti di finale dopo aver vinto il girone eliminatorio davanti all'Inter con cui gioca il primo derby assoluto in questa competizione (vinto per 3-2). Nei quarti viene però sconfitto dal Bologna per 4-2. L'unica soddisfazione stagionale potrebbe arrivare in ambito europeo. I rossoneri, alla loro seconda partecipazione in Coppa dei Campioni, guadagnano la finale, dove trovano i campioni in carica del Real Madrid. Come Stade Reims e Fiorentina, finalisti contro i Blancos nelle due edizioni precedenti, anche il Milan è costretto ad arrendersi ai campioni guidati da Luis Carniglia, anche se lo fa solo ai supplementari dopo essere passato in vantaggio due volte durante i 90' grazie alle reti di Schiaffino e Grillo. Il risultato dopo i 120' è di 3-2 con il madridista Gento che segna la rete decisiva nei tempi supplementari.
Nella stagione 1958-1959 i rossoneri si laureano campioni d'Italia con un turno d'anticipo distaccando la Fiorentina di 3 lunghezze: è il settimo titolo nazionale della storia rossonera, il quarto da quando è stato introdotto il girone unico. In Coppa Italia il Milan viene eliminato per il secondo anno consecutivo dal Bologna, questa volta agli ottavi di finale.
Nella stagione 1959-1960 il Milan chiude il campionato al terzo posto a -9 dalla Juventus campione. In Coppa Italia è eliminato al secondo turno dal Como dopo la sconfitta per 1-0. È breve anche l'avventura in Coppa dei Campioni: in seguito alla vittoria al primo turno contro l'Olympiacos (2-2 in Grecia e 3-1 a San Siro) i rossoneri sono battuti con un complessivo 7-1 dal Barcellona agli ottavi di finale.

## Gli anni 1960

### Il periodo 1960-1965: L'ottavo campionato e la prima Coppa dei Campioni con Rocco

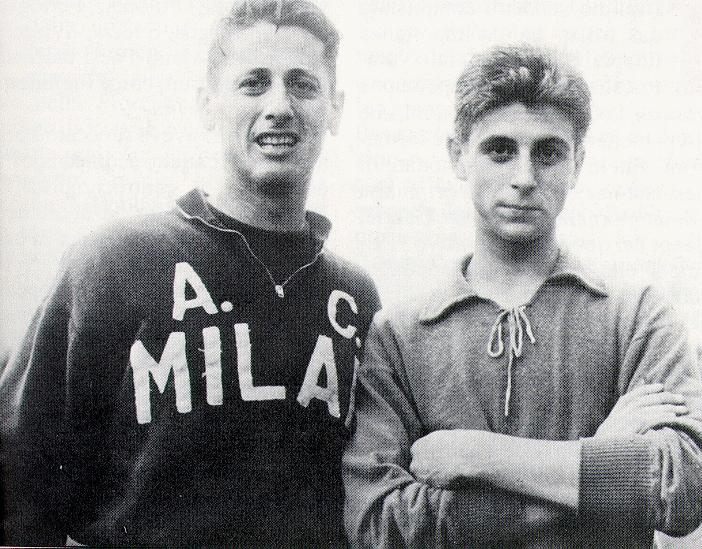
Juan Alberto Schiaffino e Gianni Rivera nel 1960. Il primo era alla fine della sua carriera rossonera, che il secondo si apprestava a cominciare.

Il mercato estivo del 1960 porta a una rivoluzione: la società acquista dall'Alessandria il sedicenne Gianni Rivera, che lega, da ora in avanti, la sua carriera unicamente al Milan. I rossoneri chiudono la Serie A 1960-1961 al secondo posto alle spalle della Juventus campione, nonostante la vittoria sui bianconeri in entrambi gli incontri di campionato e i 22 gol di José Altafini. Il brasiliano con 4 reti diviene capocannoniere della Coppa Italia 1960-61 che si chiude, per i Diavoli, agli ottavi di finale.
All'inizio del stagione 1961-1962 viene ingaggiato dalla società Nereo Rocco, un allenatore triestino che aveva lavorato nelle stagioni precedenti alla guida della squadra della sua città e del Padova. Alla fine del torneo si aggiudicano l'ottavo scudetto della loro storia con una giornata d'anticipo, precedendo i cugini nerazzurri di cinque lunghezze. In Coppa delle Fiere l'avventura del Milan termina al primo turno, i sedicesimi di finale, per mano dei serbi del Novi Sad. Il cammino rossonero in Coppa Italia si chiude al secondo turno per mano del Modena, mentre nella Coppa dell'Amicizia la squadra è eliminata in semifinale dal Torino. Nel 1962 il Milan trasferisce la sua sede da via Andegari 4 a via Gaetano Donizetti 24.
Nella stagione 1962-1963 il Milan chiude il campionato al terzo posto a 6 punti dall'Inter campione, mentre l'avventura in Coppa Italia termina agli ottavi di finale. Vittorioso è, invece, il cammino in Coppa dei Campioni: in finale l'avversario è il Benfica, già campione nelle due edizioni precedenti. I rossoneri chiudono il primo tempo in svantaggio per una rete segnata da Eusébio ma riescono a ribaltare le sorti dell'incontro nella ripresa con Altafini che sfrutta due assist di Rivera e batte due volte Costa Pereira. Cesare Maldini, con la fascia di capitano al braccio, può così alzare la prima Coppa dei Campioni della storia del club. Il Milan è la prima squadra italiana a trionfare nella massima competizione calcistica d'Europa e la terza squadra in assoluto a sollevare il trofeo dopo le vittorie di Real Madrid e Benfica nelle prime sette edizioni. Altafini è il primo rossonero a vincere la classifica dei marcatori di questa competizione, grazie a 14 reti. Questo numero di gol segnati in una sola edizione di Coppa dei Campioni/Champions League rimarrà un record assoluto della competizione fino alla stagione 2011-2012 quando verrà eguagliato da Lionel Messi e infine battuto da Cristiano Ronaldo nell'edizione 2013-14. Nel 1963 il Milan trasferisce la sua sede da via Gaetano Donizetti 24 a via Gabrio Carlo Serbelloni 5.
Nella stagione 1963-1964 la squadra chiude il campionato al terzo posto dietro il Bologna campione e la Grande Inter (battuta 2-0 nel derby di andata), eguagliando il record della Juventus: quello del maggior numero di vittorie in trasferta (11) nei campionati a 18 squadre. In Coppa dei Campioni, dopo aver superato agli ottavi il Norrköping, i rossoneri vengono estromessi ai quarti dal Real Madrid: non basta la vittoria di San Siro per 2-0 per ribaltare il 4-1 subito in Spagna. Anche in Coppa Italia esce ai quarti, questa volta per mano della Fiorentina. In questa stagione i Diavoli perdono, al Maracanã contro il Santos di Pelé (1-0), la Coppa Intercontinentale al termine della terza partita (lo spareggio), necessario dopo che andata e ritorno si erano concluse con il punteggio di 4-2 per i rossoneri e per i brasiliani. L'argentino Juan Regis Brozzi, autore di due arbitraggi molto contestati nelle due partite giocate in Brasile, verrà sospettato di essere stato corrotto per favorire la squadra sudamericana e successivamente radiato. Nel 1963 nasce inoltre il primo magazine ufficiale mensile interamente dedicato al club rossonero, dal nome Forza Milan!.

### Il periodo 1965-1969: la prima Coppa delle Coppe, la seconda Coppa dei Campioni e la prima Coppa Intercontinentale

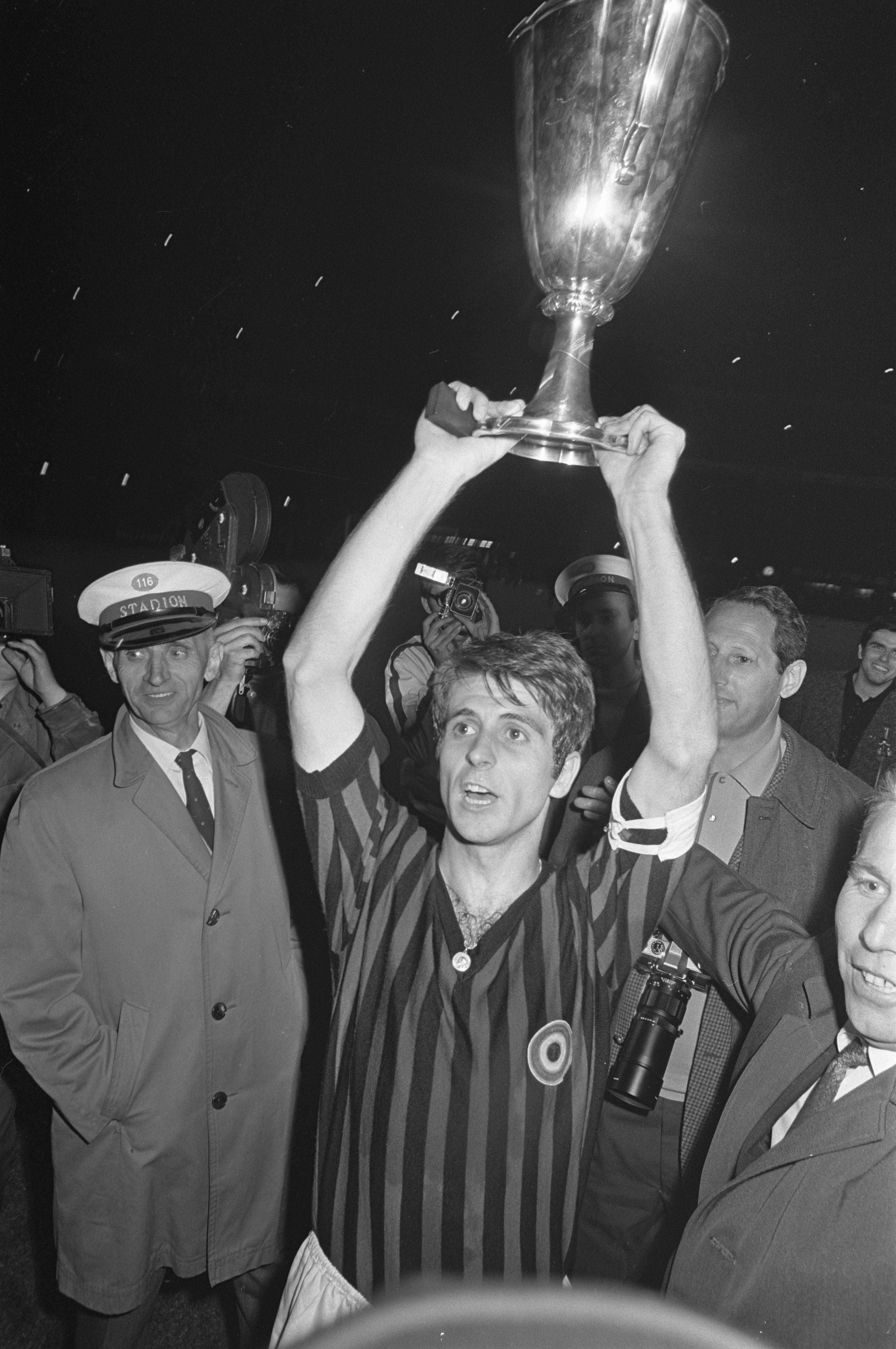
Gianni Rivera con la Coppa delle Coppe 1967-1968.

Nelle stagioni 1964-1965 e 1965-1966 il Milan è guidato da Nils Liedholm. Nella prima stagione con lo svedese in panchina i rossoneri sono primi in campionato fino alla 31ª giornata quando subiscono la rimonta dei cugini dell'Inter ai quali cedono la vetta della classifica al termine di una sconfitta con la Roma. Chiuderanno secondi a tre punti di distacco dopo essere stati in vantaggio di sette lunghezze. Breve è il cammino in Europa dove il Milan, impegnato in Coppa delle Fiere, viene eliminato al primo turno (così come in Coppa Italia). Nel 1965 il Milan trasferisce la sua sede da via Gabrio Carlo Serbelloni 5 a Palazzo Castiglioni in corso Venezia 47.
Nella stagione successiva la squadra migliora il piazzamento nella Coppa delle Fiere raggiungendo gli ottavi, dai quali viene eliminata per sorteggio, al termine dei tempi supplementari dello spareggio contro il Chelsea. In campionato invece si piazza settima qualificandosi alla Coppa Mitropa dell'anno successivo. In Coppa Italia esce ai quarti battuta dalla Fiorentina, poi vincitrice del trofeo. Nel 1966 il Milan trasferisce la sua sede da Palazzo Castiglioni in corso Venezia 47 a via Filippo Turati 3, dove rimarrà fino al 2014.
Nella stagione 1966-1967 il club si aggiudica per la prima volta la Coppa Italia. Il successo dà la possibilità al club di partecipare alla Coppa delle Coppe 1967-1968. In campionato il Milan chiude all'ottavo posto (peggior piazzamento del decennio), mentre in Coppa Mitropa viene eliminato agli ottavi.
Nella stagione 1967-1968 il Milan, guidato da Nereo Rocco tornato a sedersi in panchina, vince lo scudetto, il primo a sedici squadre del dopoguerra, trascinato da Pierino Prati, che si aggiudica il titolo di capocannoniere con 15 reti e con il record di punti di distacco dalla seconda classificata (il Napoli), nove. Il 23 maggio arriva anche la prima Coppa delle Coppe della storia del club, vinta a spese dell'Amburgo, grazie a una doppietta di Hamrin, nella finale giocata a Rotterdam. La squadra sfiora anche il terzo titolo: in Coppa Italia infatti si piazza seconda, due punti dietro il Torino nel girone finale a quattro squadre della competizione. Nel 1968 si forma il gruppo ultrà rossonero chiamato Fossa dei Leoni.

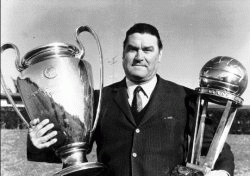
Nereo Rocco in posa con la Coppa dei Campioni e la Coppa Intercontinentale vinte nel 1969.

Nel campionato 1968-1969 il Milan giunge terzo con gli stessi punti del Cagliari (secondo per miglior differenza reti) e a quattro punti dalla Fiorentina campione; in questa stagione arriva la seconda Coppa dei Campioni, grazie alla vittoria per 4-1 nella finale di Madrid contro l'Ajax, ottenuta in virtù di una tripletta di Pierino Prati e di un gol di Sormani, dopo che gli olandesi avevano accorciato le distanze grazie a un rigore di Vasović. Il Milan è la prima squadra italiana a conquistare il trofeo nel nuovo formato, quello dalle grandi orecchie. Quella del 1969 è l'unica finale di Coppa dei Campioni/Champions League che il club ha vinto indossando la prima maglia (quella rossonera). Tutte le altre coppe della massima competizione europea sono state vinte in tenuta bianca.
I rossoneri chiudono gli anni 1960 conquistando nell'autunno del 1969 la loro prima Intercontinentale, sconfiggendo in una doppia finale gli argentini dell'Estudiantes. Il Milan riesce a prevalere grazie al punteggio dell'andata (3-0 con doppietta di Sormani e gol del nuovo acquisto Nestor Combin) a cui fa seguito la partita di ritorno persa 2-1 con gol di Rivera. L'incontro in Sud America è caratterizzato dall'atteggiamento violento dei giocatori argentini che porterà alla squalifica di alcuni di loro: Prati viene colpito alla schiena ed è costretto a lasciare il campo dopo 37 minuti di gioco; al milanista franco-argentino Combin vengono rotti naso e zigomo e, al termine della gara, viene portato in questura con l'accusa di aver disertato il servizio militare. Nell'edizione di Coppa Italia 1969-70 gli uomini di Rocco vengono eliminati già a settembre nella prima fase a gironi. In campionato i Diavoli chiudono al quarto posto dietro Inter e Juventus e a 9 punti dal Cagliari. L'avventura in Coppa dei Campioni, a cui i rossoneri partecipano in virtù del successo nella stagione precedente, si chiude agli ottavi contro il Feyenoord, poi vincitore della competizione.
A dicembre Gianni Rivera, dopo il secondo posto del '63, vince il Pallone d'oro in qualità di miglior giocatore del 1969: è il primo italiano a riuscirci.

## Gli anni 1970

### Il periodo 1970-1975: La seconda Coppa delle Coppe e la "Fatal Verona"

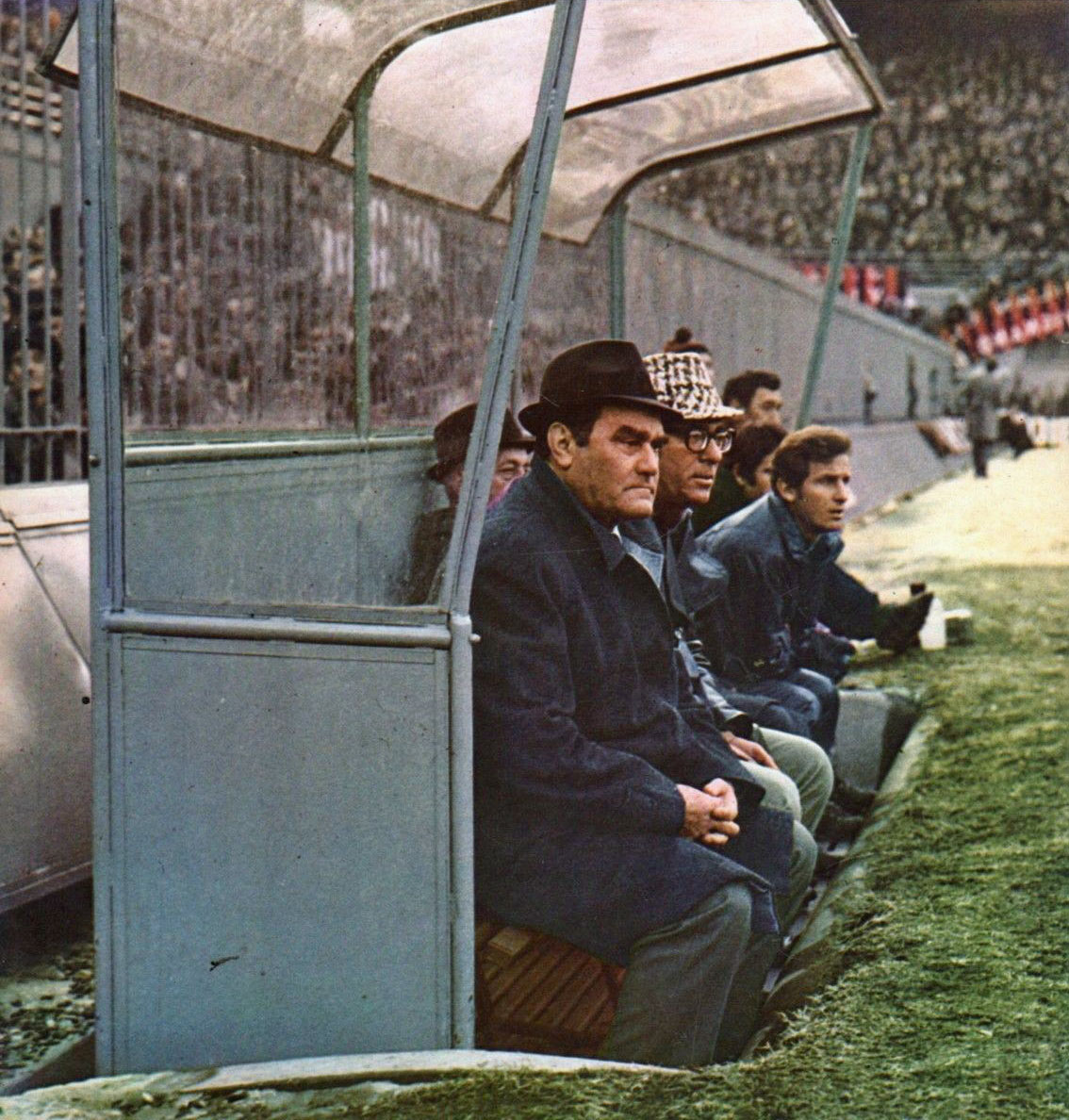
L'allenatore Nereo Rocco assiste a una partita dalla panchina di San Siro; a destra s'intravede Giovanni Trapattoni, bandiera della squadra dal 1957, e qui alla sua ultima stagione in maglia rossonera.

Nella stagione 1970-1971 il Milan arriva a giocarsi scudetto e Coppa Italia, mancando per un soffio la vittoria di entrambi i trofei. Il club parte bene in campionato e alla fine del girone d'andata è campione d'inverno, ma nel girone di ritorno è superato dall'Inter, che conquista lo scudetto con 46 punti, sopravanzando il Milan di quattro lunghezze. In Coppa Italia, il club, qualificatosi per il girone finale a quattro squadre, si classifica primo alla pari con il Torino. Nello spareggio di Genova, dopo lo 0-0 finale ai supplementari, i granata si aggiudicano il trofeo ai rigori.
La stagione 1971-1972 vede ancora il Milan (sempre guidato in panchina da Nereo Rocco) piazzarsi secondo a un punto dalla Juventus, appaiato al Torino, Nell'edizione inaugurale della Coppa UEFA, il Milan arriva in semifinale: qui perde contro il Tottenham Hotspur (2-1 in Inghilterra e 1-1 a San Siro), poi vincitore del trofeo. La semifinale (raggiunta anche nell'edizione 2001-2002) è il miglior piazzamento ottenuto dai Diavoli in questa competizione. In Coppa Italia invece arriva la vittoria, per la seconda volta nella storia del club, il 5 luglio 1972, nella finale all'Olimpico di Roma contro il Napoli, sconfitto 2-0 con rete di Roberto Rosato e autorete del napoletano Dino Panzanato. Nel corso della manifestazione il Milan aveva eliminato sia l'Inter che la Juventus.
Nella stagione 1972-1973 la squadra, affidata a Cesare Maldini con Rocco in qualità di direttore tecnico, raggiunge a marzo la testa della classifica con tre punti di vantaggio sulle concorrenti ma la sconfitta del 22 aprile all'Olimpico contro i biancocelesti, con un gol annullato a Chiarugi dall'arbitro Concetto Lo Bello e la conseguente espulsione di Rocco per proteste, rende decisiva l'ultima giornata, in programma il 20 maggio 1973, con i Diavoli avanti di un punto rispetto alle rivali. Nel frattempo (16 maggio) i rossoneri a Salonicco si aggiudicano la seconda Coppa delle Coppe (in altrettante partecipazioni) in finale contro il Leeds battuto grazie a una punizione dopo tre minuti di Chiarugi, che diviene capocannoniere del torneo con 7 reti. Le scorie della partita contro gli inglesi si fanno sentire nelle gambe dei calciatori nel successivo turno di campionato, l'ultimo, giocato quattro giorni dopo. Allo Stadio Bentegodi di Verona i rossoneri perdono per 5-3 e vengono sorpassati dalla Juventus che vince il match con la Roma grazie a un gol all'89' e quindi lo scudetto. Questo episodio fu soprannominato la Fatal Verona. Circa un mese dopo la Fatal Verona il Milan si prende la rivincita battendo 6-3 dopo i calci di rigore la Juventus nella finale di Coppa Italia, conquistando così la sua terza coppa nazionale.

La rosa del Milan nell'annata 1973-1974, con la Coppa delle Coppe e la Coppa Italia vinte la stagione precedente.

Nel 1973-1974 la squadra, quasi la stessa dell'anno prima, non ottiene gli stessi risultati del precedente campionato, e a febbraio Rocco, tornato allenatore all'inizio della stagione, lascia la panchina dopo sette anni venendo sostituito prima da Cesare Maldini e poi da Trapattoni. I rossoneri chiudono il campionato al 7º posto. A gennaio il club prende parte, in qualità di detentore della Coppa delle Coppe, alla doppia finale di Supercoppa UEFA contro i campioni d'Europa dell'Ajax. I rossoneri vincono a San Siro per 1-0 ma perdono nel ritorno ad Amsterdam per 6-0. Il passivo contro gli olandesi rappresenta tuttora il peggior risultato ottenuto dai Diavoli nelle coppe europee. In Coppa delle Coppe, invece, il Milan arriva nuovamente in finale: sul prato di Rotterdam, i tedeschi orientali del Magdeburgo vincono per 2-0.
Nella stagione 1974-1975 la squadra ottiene il quinto posto in campionato, utile per l'accesso alla Coppa UEFA. In Coppa Italia il Milan perde contro la Fiorentina la finale per 3-2.

### Il periodo 1975-1979: Il titolo della stella e il ritiro di Rivera
Nella stagione 1975-1976 la squadra disputa un campionato in cui arriva, nel mese di aprile, a insidiare le torinesi dominatrici del campionato prima di chiudere il torneo al 3º posto. In Coppa UEFA il cammino si interrompe dopo il doppio confronto nei quarti di finale con il Club Bruges, poi battuto in finale dal Liverpool. In Coppa Italia la squadra viene eliminata nel secondo turno dopo 2 vittorie, 2 pareggi e 2 sconfitte.
Nel 1976-1977 il Milan disputa una stagione negativa: a due giornate dalla fine i rossoneri si trovano al terzultimo posto, prima che le vittorie nelle ultime due giornate contro Catanzaro e Cesena, con Nereo Rocco di nuovo in panchina dall'inizio del girone di ritorno, evitino la retrocessione: alla fine il club si salva per 3 punti. In Coppa UEFA il cammino del Milan si interrompe agli ottavi, venendo eliminati dall'Athletic Bilbao (poi finalista). In Coppa Italia il Diavolo giunge in finale classificandosi primo in entrambi i gironi di qualificazione trascinato dai gol di Giorgio Braglia e Egidio Calloni, che con 6 realizzazioni a testa si affermano nella classifica dei marcatori della competizione. Il 3 luglio 1977, nell'ultimo atto, l'Inter viene sconfitta per 2-0 grazie ai gol di Aldo Maldera e dello stesso Braglia. È l'ultimo successo di Rocco, che lascia il Milan per la quarta volta e definitivamente. Il triestino scomparirà due anni più tardi. In questa stagione esordisce in Serie A Fulvio Collovati.

La rosa del Milan che colse il suo 10º scudetto nella stagione 1978-1979.

Nel campionato 1977-1978 la squadra chiude al 4º posto dopo aver trascorso metà del torneo al vertice della classifica. Il 23 aprile 1978, a Verona, nella gara vinta per 2-1, esordisce in Serie A Franco Baresi, futuro capitano del Milan per due decenni. Il club partecipa, anche, per la quarta volta nella sua storia alla Coppa delle Coppe: dopo le tre finali raggiunte, questa volta i rossoneri escono al primo turno sconfitti dal Betis Siviglia. In Coppa Italia chiudono il secondo girone di qualificazione davanti ai campioni d'Italia della Juventus, battuta 3-0 e 4-2, ma appaiati al Napoli che si qualifica al turno successivo, ai danni degli uomini di Liedholm, grazie a una miglior differenza reti.
Il decimo scudetto, arriva nel 1978-1979, a distanza di 11 anni dal precedente. Il club rossonero è il terzo club, dopo Juventus e Inter, vincitori del decimo titolo rispettivamente nel '58 e nel '66, a fregiarsi della Stella celebrativa. In campo europeo il Milan non va oltre gli ottavi di finale di Coppa UEFA: i rossoneri vengono sconfitti in terra inglese 3-0 dal Manchester City dopo il 2-2 di San Siro. In Coppa Italia escono nel girone eliminatorio, classificandosi secondi dietro il Catanzaro. Al termine della stagione si ritira dal calcio giocato il capitano Gianni Rivera, dopo 19 stagioni al Milan.
In questo periodo nasce il gruppo di tifo organizzato "Brigate Rossonere" (nel 1975) e si sviluppano i gruppi già esistenti: Fossa dei Leoni e Commandos Tigre.

### La prima retrocessione in Serie B (1979-1980)
Al termine della stagione 1979-1980, a seguito allo scandalo del calcio-scommesse e dopo il terzo posto finale (a cinque punti dai nerazzurri campioni), la squadra viene declassata all'ultima posizione e retrocessa nella serie cadetta. Le sentenze della giustizia sportiva (C.A.F.) prevedono: retrocessione del Milan in Serie B (insieme alla Lazio); inibizione a vita per il presidente Felice Colombo; squalifiche ai calciatori Enrico Albertosi, Giorgio Morini e Stefano Chiodi, rispettivamente di quattro anni, un anno e sei mesi. La partita incriminata è Milan-Lazio del 6 gennaio 1980 (vinta sul campo 2-1 dal Milan). Questa stagione vede anche il ritorno del Milan in Coppa dei Campioni: l'avventura dei rossoneri termina al primo turno in seguito a una sconfitta casalinga per 1-0 inflittagli dal Porto, dopo lo 0-0 in terra iberica. Anche in Coppa Italia non ha fortuna: esce ai quarti di finale.

## Gli anni 1980

### La risalita in Serie A e la nuova retrocessione in Serie B (1980-1982)

La festa negli spogliatoi di San Siro al termine di Milan-Monza (1-0) del 14 giugno 1981, che diede ai rossoneri, in questa stagione per la prima volta declassati in Serie B, la certezza dell'immediato ritorno in Serie A; da destra: il tecnico Giacomini viene portato in trionfo da Novellino, mentre osservano la scena Tassotti, Battistini, il capitano Maldera e Baresi.

Nel 1980-1981 la squadra risale in Serie A vincendo il campionato di Serie B con 50 punti. In Coppa Italia, inserito nello stesso girone dell'Inter, contro cui perde 0-1, il Diavolo non supera la prima fase, come i nerazzurri. Le altre squadre del girone sono Avellino (che si qualifica per migliore differenza reti), Palermo e Catania.
Nella stagione 1981-1982 compare per la prima volta sulle maglie lo Sponsor del club: Pooh jeans. Al termine del campionato il Milan retrocede nuovamente in Serie B, questa volta sul campo, a seguito di un'annata conclusa con il terz'ultimo posto in classifica, maturato negli ultimi minuti di un campionato in cui i rossoneri conquistano solo 24 punti in 30 partite. In Coppa Italia, come l'anno prima, la squadra è inserita nello stesso girone dell'Inter, da cui viene eliminata dopo il 2-2 subito all'89' nello scontro diretto. I nerazzurri vinceranno poi la competizione. Quattro giorni prima della retrocessione (il 12 maggio) la squadra vince la quarantesima edizione della Coppa Mitropa, la terza edizione, da quando il torneo è stato trasformato in una competizione per squadre neopromosse dalla serie cadetta dei campionati dell'Europa centrale. Il successo arriva grazie al 3-0 inflitto a San Siro ai cecoslovacchi del Vítkovice, che consente ai rossoneri di primeggiare nel girone formato anche da Osijek e Haladás.

### La nuova promozione e il biennio successivo (1982-1985)
Nella stagione 1982-1983 il Milan affronta il suo secondo campionato nella serie cadetta vincendolo con 54 punti. In Coppa Italia la squadra viene eliminata dal Verona nei quarti, poi battuto in finale dalla Juventus, con due pareggi.
La stagione 1983-1984, che vede il Milan ritornare nella massima serie, inizia con una pesante sconfitta sul campo dell'Avellino: 0-4 e si conclude a pari punti con la Sampdoria e l'Hellas Verona al sesto posto per classifica avulsa. Il club rinuncia alla partecipazione alla Coppa Mitropa. In Coppa Italia i rossoneri si fermano ai quarti di finale dopo il doppio confronto con la Roma (1-1 all'Olimpico e 1-2 dopo i tempi supplementari a San Siro), poi vincitrice del trofeo.

Ray Wilkins e Mark Hateley a metà degli anni 1980.

L'annata successiva vede il Diavolo molto attivo sul mercato e voglioso di risollevarsi. Il presidente Farina richiama Liedholm in panchina e si rende protagonista di una campagna acquisti importante, che fa registrare l'approdo in rossonero del portiere Giuliano Terraneo, prelevato dal Torino, del centrocampista Agostino Di Bartolomei, capitano della Roma, dell'attaccante sardo Pietro Paolo Virdis, proveniente dall'Udinese e degli inglesi Ray Wilkins e Mark Hateley, prelevati rispettivamente da Manchester United e Portsmouth. I rossoneri terminano il campionato 1984-1985 al 5º posto, che garantisce l'accesso alla Coppa UEFA, a pari punti con la Juventus ma davanti ai bianconeri per gli scontri diretti (Milan-Juventus 3-2 e 1-1), tornando dopo 6 anni alla vittoria di un derby in campionato e raggiungendo la finale di Coppa Italia dopo otto anni, eliminando il Napoli, i bianconeri campioni d'Europa e l'Inter. L'atto conclusivo della manifestazione vede i rossoneri perdere contro la Sampdoria (primo successo della società blucerchiata). È questa la stagione dell'esordio del primavera Paolo Maldini, figlio di Cesare, avvenuto il 20 gennaio a Udine.

### Il periodo 1985-1987: l'arrivo di Berlusconi
La squadra inizia bene il campionato 1985-1986, veleggiando per l'intero girone d'andata tra la seconda e la terza posizione alle spalle della capolista Juventus, dalla quale viene prelevato il bomber Paolo Rossi. A dicembre il presidente Giuseppe Farina, a seguito dell'eliminazione agli ottavi di Coppa UEFA per mano dei belgi del Waregem, subìsce una dura contestazione dai tifosi. Con l'arrivo del nuovo anno la Federazione riscontra una situazione economica pesante: la società è stracolma di debiti e rischia il fallimento se essi non verranno ripianati. La Guardia di Finanza scopre in seguito che non sono stati versati i contributi IRPEF. In questa situazione Farina si dimette e si alternano varie cordate: Rosario Lo Verde diventa presidente per 51 giorni (questo fa di lui il presidente rimasto in carica meno giorni nella storia del club) fino a quando non diviene azionista di maggioranza della società l'imprenditore milanese Silvio Berlusconi, proprietario dell'azienda Fininvest, il quale acquista il club il 20 febbraio 1986 e, divenutone presidente il 24 marzo, ripiana il deficit economico. Berlusconi conferisce la funzione di amministratore delegato della società ad Adriano Galliani e si avvale di un organico dirigenziale che vede Ariedo Braida nelle vesti di direttore generale. In campionato la squadra accusa un calo nel finale (un punto nelle ultime cinque partite) e manca il piazzamento in Coppa UEFA chiudendo al settimo posto, un punto dietro l'Inter, che si qualifica per l'UEFA grazie al successo della Roma in Coppa Italia. In Coppa Italia viene eliminata dall'Empoli negli ottavi di finale.

Roberto Donadoni, primo grande acquisto della cosiddetta era Berlusconi, militerà nel Milan per oltre dieci stagioni.

Il neopresidente Silvio Berlusconi ringiovanisce l'organico ed inizia a porre le basi per un ciclo vincente. Il primo tassello della sessione estiva del calciomercato 1986 è il giovane e talentuoso centrocampista Roberto Donadoni, proveniente dall'Atalanta e strappato alla concorrenza della Juventus. Altri acquisti sono il portiere Giovanni Galli, il difensore Dario Bonetti e gli attaccanti Stefano Borgonovo, Giuseppe Galderisi e Daniele Massaro. Dopo una sola stagione in rossonero, Paolo Rossi viene ceduto al Verona, in uno scambio alla pari con Galderisi. L'annata 1986/87 si rivela una stagione di transizione. In campionato il Milan raggiunge il quinto posto finale a pari merito con la Sampdoria. I rossoneri conquistano poi la qualificazione alla Coppa UEFA battendo i blucerchiati a Torino in uno spareggio (1-0 dopo i tempi supplementari con gol di Massaro). In Coppa Italia il Milan è eliminato dal Parma guidato da Arrigo Sacchi. Nel giugno 1987 la squadra si aggiudica l'ultima edizione del trofeo amichevole Mundialito per club sconfiggendo il Barcellona nella partita decisiva. La stagione è anche da ricordare anche per la vittoria di Pietro Paolo Virdis del titolo di capocannoniere con 17 realizzazioni, a 14 anni dall'ultima affermazione di un milanista (Gianni Rivera) in tale graduatoria.

### Il ciclo Sacchi: la conquista dell'Europa e del mondo (1987-1991)
Per la stagione 1987-1988 la dirigenza sceglie come allenatore Arrigo Sacchi. In sede di calciomercato Di Bartolomei viene ceduto al Cesena e rimpiazzato da Ancelotti, prelevato dalla Roma, mentre gli inglesi Wilkins e Hateley tornano in patria. Al loro posto subentrano nell'organico due calciatori olandesi: l'ala destra Gullit e il centravanti Van Basten, prelevati rispettivamente da PSV e Ajax. La campagna acquisti estiva viene completata dagli approdi di Roberto Mussi e Angelo Colombo. Nasce così il mito degli Immortali di Sacchi, la squadra di club migliore di tutti i tempi secondo un sondaggio on-line pubblicato nella rivista inglese World Soccer, ispirata al calcio totale e composta da alcuni giocatori che, conclusa la carriera agonistica, sarebbero diventati allenatori di vari club e nazionali. Il Milan aprirà una serie vittoriosa, passando così dal rischio del fallimento al titolo di campione del mondo in poco più di tre anni e mezzo.

Arrigo Sacchi celebrato dai suoi giocatori dopo la vittoria dell'undicesimo scudetto della storia del Milan, nella stagione 1987-1988.

Nel campionato 1987-1988 il Milan realizza un'incredibile rimonta in classifica, completata con la vittoria sui partenopei al San Paolo, alla terzultima giornata (3-2 firmato da Virdis e da Van Basten, che rispondono a Maradona e Careca), successo che consente al club di via Turati, fino ad allora secondo a un punto di distacco dai campani, di agguantare il primo posto. La posizione sarà mantenuta fino alla fine del torneo, grazie anche a un crollo dei campani, che perderanno anche le ultime due gare. Pareggiando all'ultimo turno contro il Como, i rossoneri si laureano campioni d'Italia: è l'undicesimo scudetto per il Diavolo. In Coppa Italia il Milan esce agli ottavi di finale, mentre in UEFA viene eliminato al secondo turno dall'Espanyol futuro finalista, vincitore per 2-0 sul campo neutro di Lecce.
Nella stagione 1988-1989 ai due olandesi, freschi vincitori del titolo europeo con la nazionale oranje, se ne aggiunge un terzo: Frank Rijkaard, centrocampista prelevato dal Saragozza. A quasi quarant'anni di distanza dal Gre-No-Li si forma, così, un altro trio milanista di campioni stranieri. Tornato a disputare la massima competizione europea dopo nove anni, il Milan raggiunge la finale, in cui sfida la Steaua Bucarest, già campione d'Europa nel 1985-1986. Di fronte ai quasi centomila sostenitori rossoneri accorsi al Camp Nou di Barcellona, il Milan sconfigge nettamente gli avversari con il punteggio di 4-0. Le marcature sono realizzate dai due attaccanti olandesi Gullit e Van Basten. I rossoneri si aggiudicano, in tal modo, la terza Coppa dei Campioni della storia del club, a vent'anni di distanza dall'ultimo successo nella massima competizione europea. In questa stagione la squadra rossonera vince anche la prima edizione della Supercoppa italiana, battendo per 3-1 in rimonta la Sampdoria. In campionato il Diavolo giunge terzo a un punto dal Napoli e 12 dall'Inter. In Coppa Italia si piazza secondo dietro al Verona nella seconda fase a gironi venendo quindi eliminato.
Nella stagione 1989-1990 i rossoneri si confermano campioni d'Europa dopo aver sconfitto il Benfica per 1-0 nella finale del Prater di Vienna. In questa stagione, inoltre, il Milan vince la Supercoppa UEFA nel doppio confronto con il Barcellona e si aggiudica anche la Coppa Intercontinentale (superati i colombiani del Nacional Medellín per 1-0, proclamandosi così la squadra campione del mondo dopo 20 anni esatti dalla sua prima volta). Il campionato di Serie A è vinto dal Napoli, con due punti di vantaggio sui rossoneri: il Milan comanda a lungo la classifica, ma viene agganciato e poi superato dai partenopei; decisiva è la seconda "fatal Verona" (dopo quella del 1973), quando il gol del veronese Pellegrini decreta il 2-1 finale a favore degli scaligeri e il conseguente sorpasso dei campani, che espugnano il campo del Bologna e la settimana successiva si laureano campioni d'Italia vincendo all'ultima giornata contro la Lazio. Tre giorni dopo la sconfitta di Verona, il Milan perde, in casa contro la Juventus, anche la finale di ritorno di Coppa Italia, ottenuta proprio a spese del Napoli, battuto per 3-1 al San Paolo. Coi bianconeri la sfida termina 0-1 dopo lo 0-0 della finale di andata. Il trofeo viene così sollevato dai piemontesi.

Frank Rijkaard, Marco van Basten e Ruud Gullit, il trio olandese protagonista dei successi internazionali del Milan tra gli anni 1980 e 1990

Nella stagione 1990-1991 arrivano la seconda Supercoppa UEFA, questa volta a spese della Sampdoria, e la terza Intercontinentale (3-0 ai paraguaiani dell'Olimpia Asunción). Con la vittoria in Giappone, il Milan diventa il club europeo più vincente in questa competizione, uguagliando il record assoluto di successi detenuto dalle sudamericane Peñarol e Nacional. In campionato la squadra si piazza seconda a pari merito con l'Inter, a cinque punti dalla Sampdoria campione d'Italia. In Coppa Italia il Diavolo è eliminato in semifinale dalla Roma, che vincerà poi la competizione, mentre in Coppa dei Campioni viene eliminato ai quarti di finale dall'Olympique Marsiglia. Nella partita di ritorno dei quarti di finale, giocata a Marsiglia, a pochi minuti dalla fine, con il Milan in svantaggio per 1-0, si spegne uno dei riflettori dello stadio; l'amministratore delegato Adriano Galliani fa uscire i giocatori dal campo in segno di protesta, motivando il gesto con l'impossibilità, a sua detta, di continuare a giocare per via della scarsa visibilità. Malgrado la funzionalità del riflettore sia poi ripristinata, il Milan non torna in campo. In seguito all'accaduto la società viene squalificata per un anno dalle coppe europee. Dopo quattro stagioni di successi, Arrigo Sacchi lascia la panchina del Milan per diventare commissario tecnico della nazionale italiana.

## Gli anni 1990

### Il ciclo Capello: successi nazionali e internazionali (1991-1996)
L'erede di Arrigo Sacchi è Fabio Capello, un giovane dirigente della Polisportiva Mediolanum. Fuori dalle coppe europee in seguito alla vicenda di Marsiglia, nella stagione 1991-1992 il Milan si aggiudica il campionato. La squadra, che è basata ancora sull'organico di Sacchi, con l'innesto del giovane Demetrio Albertini quale erede di Ancelotti, si laurea campione d'Italia senza subire sconfitte, con una difesa che subisce solo 21 gol e con un attacco capace di realizzare 74 gol, di cui 25 messi a segno da Van Basten. La stagione 1991-1992 inaugura un'epoca ricca di successi, che porterà la squadra a essere soprannominata gli Invincibili. Dall'introduzione del girone unico (avvenuta nel 1929-1930), l'impresa di vincere un campionato senza subire sconfitte non era, infatti, mai riuscita a nessuna squadra (nel 1978-1979 il Perugia aveva terminato il campionato da imbattuto, ma si era piazzato secondo, proprio alle spalle dei rossoneri). La Coppa Italia del Milan si ferma alle semifinali contro la Juventus, contro cui il club lombardo subisce l'unica sconfitta stagionale.

Fabio Capello portato in trionfo dai giocatori del Milan dopo la vittoria del quattordicesimo scudetto rossonero, nella stagione 1993-1994.

Il calciomercato per la stagione 1992-1993 vede approdare in rossonero giocatori del calibro di Papin, Boban e Savićević. Per quanto riguarda i calciatori italiani, si registrano gli arrivi di De Napoli, Eranio e, soprattutto, l'acquisto di Lentini, prelevato dal Torino per 32 miliardi di lire. Il Milan, grazie soprattutto al ricchissimo organico, è capace di prolungare la striscia di partite senza sconfitte (iniziata e conclusa contro il Parma) a 58 incontri, stabilendo un record assoluto, e di mettere in bacheca il tredicesimo alloro nazionale, il secondo consecutivo, così come la seconda Supercoppa italiana nella storia del club, vinta battendo per 2-1 proprio i ducali. In Coppa Italia il cammino dei rossoneri si interrompe in semifinale contro la Roma, dopo aver eliminato l'Inter ai quarti. In campo continentale il Diavolo vince 10 partite su 10 nella Champions League (nuovo nome della Coppa dei Campioni), approdando così in finale per la sesta volta. Nell'ultimo atto della competizione, giocato all'Olimpico di Monaco di Baviera, i ragazzi di Capello affrontano l'Olympique Marsiglia e perdono per 1-0 (gol di Basile Boli). L'incontro con i francesi segna l'ultima apparizione su un campo di calcio di Van Basten, afflitto da persistenti problemi alla caviglia, sebbene l'olandese si ritirerà ufficialmente dall'attività agonistica solo all'inizio della stagione 1995-1996.

Daniele Massaro (qui nel 1987) fu autore di una doppietta nella finale di Champions League vinta dal Milan nel 1994.

Prima della stagione 1993-1994 si registrano tre partenze: Gullit ed Evani approdano alla Sampdoria, mentre Rijkaard torna all'Ajax. In questa annata, inoltre, Capello dovrà rinunciare a Van Basten e Lentini, fermi per infortunio. Finisce quindi la cosiddetta era degli olandesi. La campagna acquisti registra anche gli arrivi del giovanissimo terzino destro Panucci, dell'attaccante Răducioiu, primo calciatore romeno nella storia del club, del centrocampista franco-ghanese Desailly (prelevato a stagione in corso) e dell'attaccante danese Brian Laudrup. Nella UEFA Champions League 1993-1994 il Milan riscatta la sconfitta dell'anno precedente, vincendo, il 18 maggio 1994, il proprio quinto titolo europeo nella finale dello stadio olimpico Spyros Louīs di Atene, grazie a un rotondo successo per 4-0 contro il Barcellona. Unitamente al successo continentale il club sale sulla vetta nazionale per la quattordicesima volta nella propria storia, ottenendo il terzo scudetto consecutivo con due giornate d'anticipo.
Il successo è accompagnato da altri numeri da record, fra cui ne spiccano due: quello di Sebastiano Rossi, che al 40' della partita di campionato contro il Foggia del 27 febbraio 1994 batte il precedente record di Dino Zoff del 1973, stabilendo l'allora primato italiano di imbattibilità per un portiere di Serie A (929 minuti) che resisterà per i successivi ventidue anni, e quello relativo alle reti subite, 15 in 34 gare, la cifra più bassa mai registrata nei campionati a 18 squadre. Il Milan del 1993-1994 e l'Inter del 1964-1965 e del 2009-2010 sono le uniche squadre italiane ad aver vinto il titolo nazionale e la Coppa dei Campioni/Champions League nella stessa annata. In Coppa Italia, gli uomini di Capello non vanno oltre gli ottavi di finale, dove vengono battuti dal Piacenza. In questa stagione i rossoneri si aggiudicano anche la loro terza Supercoppa italiana, conquistata a Washington a spese del Torino, ma non riescono ad aggiudicarsi né la Supercoppa UEFA (sconfitti dal Parma) né la Coppa Intercontinentale (sconfitti dal San Paolo), competizioni che il Milan viene chiamato a disputare al posto dello squalificato Marsiglia.
La stagione 1994-1995 si apre con la vittoria di un altro trofeo, la quarta Supercoppa italiana, vinta ai tiri di rigore a scapito della Sampdoria. In campionato il Milan si classifica al quarto posto dietro Juventus, Lazio e Parma, che permette ai rossoneri di qualificarsi alla Coppa UEFA. Nel dicembre del 1994, a Tokyo, contro gli argentini del Vélez Sarsfield allenati da Carlos Bianchi, i milanisti perdono la Coppa Intercontinentale a seguito di una sconfitta per 2-0. Il gruppo tuttavia si aggiudica, nel febbraio seguente, la terza Supercoppa UEFA, superando nel doppio confronto l'Arsenal (0-0 a Londra e 2-0 al Meazza firmato Boban e Massaro) e stabilendo l'allora record di successi in questa competizione (3). In Champions League la squadra raggiunge per la quinta volta in sette anni (terza consecutiva), la finale. Al Prater di Vienna, il 24 maggio 1995, il Milan affronta gli olandesi dell'Ajax, che vincono per 1-0, al Prater di Vienna, una gara equilibrata, risolta da un gol del futuro milanista Patrick Kluivert a cinque minuti dal termine. In Coppa Italia il Milan viene eliminato dall'Inter agli ottavi di finale.

Sebastiano Rossi sotto la curva rossonera dopo Milan-Foggia (2-1) del 27 febbraio 1994, partita in cui stabilì, con 929 minuti, l'allora record d'imbattibilità della Serie A a girone unico.

Nella stagione 1995-1996, l'ultima del ciclo di Capello, i rossoneri si aggiudicano il quarto titolo nazionale in cinque anni, il quindicesimo per la società e il primo da quando sono stati introdotti i tre punti per vittoria. Decisivo fu il successo interno (3-1) contro la Fiorentina, alla terzultima giornata; alla fine saranno otto i punti di vantaggio dei rossoneri sulla Juventus seconda. In Coppa UEFA l'avventura del Milan finisce ai quarti con l'eliminazione per mano del Bordeaux, mentre in Coppa Italia il Diavolo viene eliminato ai quarti di finale, ai rigori, dal Bologna. Alla fine della stagione l'allenatore goriziano decide di lasciare il Milan per andare al Real Madrid, mettendo fine a una lunga serie di successi, fra i quali quattro titoli nazionali e una UEFA Champions League. Nel 1996 nasce il sito web ufficiale del club rossonero, acmilan.com.

### Da Tabárez ai ritorni di Sacchi e Capello (1996-1998)

Franco Baresi, capitano del Milan dal 1982 al 1997.

Nell'estate del 1996 il Milan affida la conduzione tecnica all'allenatore uruguaiano Óscar Tabárez. La squadra rimane sostanzialmente invariata rispetto al campionato precedente, come testimonia l'esiguo numero di cessioni. Dopo nove anni di successi, il club comincia la stagione perdendo a San Siro contro la Fiorentina nella partita valevole per l'assegnazione della Supercoppa italiana. Il bilancio delle prime undici giornate di campionato è negativo. Così, a seguito della sconfitta in trasferta contro il Piacenza (3-2), a dicembre Tabárez è esonerato e sostituito da Arrigo Sacchi, appena dimessosi dall'incarico di commissario tecnico della Nazionale. Pochi giorni dopo il ritorno di Sacchi il Milan è eliminato dalla Champions League nella fase a gironi a causa di una sconfitta per 2-1 nella decisiva gara interna contro il Rosenborg, quando ai rossoneri sarebbe bastato un pareggio per classificarsi alle spalle del Porto e davanti a IFK Göteborg e ai norvegesi stessi, e superare il turno.
Il campionato è pure caratterizzato dalla sconfitta per 6-1 patita a San Siro contro la Juventus il 6 aprile 1997, cui seguirà, la settimana successiva, un 3-1 subìto nel derby. L'annata termina all'11º posto (peggior risultato dal dopoguerra dopo quello del 1981-82, che costò la retrocessione), ben distante da un piazzamento valido per l'ingresso in una competizione europea, con un bilancio di 11 vittorie, 10 pareggi e 13 sconfitte. In Coppa Italia la squadra viene eliminata ai quarti di finale dal Vicenza, poi vincitore del trofeo, per la regola dei gol fuori casa, dopo due pareggi: 1-1 a San Siro e 0-0 al Menti. Alla fine della stagione lasciano il Milan Arrigo Sacchi, il capitano Franco Baresi e il vice-capitano Mauro Tassotti, che danno l'addio al calcio rispettivamente dopo 20 e 17 anni di militanza ininterrotta in rossonero. Per la prima volta nella storia del calcio italiano, in onore del capitano che ha trascorso l'intera carriera in rossonero, la società decide di ritirare la maglia numero 6. La fascia di capitano passa dunque a Paolo Maldini.
Nel 1997-1998 il club di via Turati fa tornare Fabio Capello, che nella stagione precedente aveva vinto la Liga con il Real Madrid. Pur libero da impegni europei, il Milan naviga in zone di medio-bassa classifica, prima di chiudere al 10º posto, con un bilancio di 11 vittorie 12 pareggi e 12 sconfitte. L'annata è caratterizzata da sconfitte nette in campionato contro l'Inter (3-0) e in casa di Juventus (4-1) e Roma (5-0). In Coppa Italia, la squadra rossonera riscatta la sconfitta in campionato contro l'Inter battendo i nerazzurri per 5-0 nell'andata dei quarti di finale e poi eliminandoli malgrado l'1-0 subito al ritorno, nel cammino che conduce il Milan alla finale del torneo per la prima volta dopo otto anni. Vinta la partita di andata a San Siro contro la Lazio per 1-0, la squadra di Capello va in vantaggio anche nella partita di ritorno all'Olimpico, ma subisce poi tre gol che consegnano il trofeo ai biancocelesti. Alla fine della stagione il tecnico goriziano lascia la panchina del club meneghino.

### La gestione Zaccheroni e la parentesi Cesare Maldini (1998-2001)
Nell'estate del 1998 la società affida la panchina ad Alberto Zaccheroni, tecnico reduce dalla positiva esperienza all'Udinese, con cui aveva raggiunto un sorprendente terzo posto in Serie A,. Il nuovo allenatore, fermo sostenitore del modulo 3-4-3, nella stagione 1998-1999 conduce i rossoneri ad una clamorosa conquista dello scudetto, il sedicesimo della loro storia, con cui viene festeggiato il centenario della società. Il girone d'andata viene chiuso dai milanesi al quarto posto dietro alla Fiorentina campione d'inverno. Nel girone di ritorno il Milan si rende protagonista di una rimonta che gli consente di portarsi al primo posto grazie a sette vittorie di fila ottenute nelle ultime sette partite e ad alcuni passi falsi della nuova capolista Lazio, avanti sette punti a sette gare dal termine del campionato. Per la seconda volta nella storia del girone unico, una squadra arrivata quarta al giro di boa conquista il campionato. In Coppa Italia il cammino si interrompe ancora una volta contro i biancocelesti agli ottavi di finale (3-1 all'Olimpico e 1-1 a Milano).

Andrij Ševčenko, capocannoniere della Serie A nella sua stagione d'esordio in Italia (1999-2000) e Pallone d'oro nel 2004.

Già nel maggio 1999 la società di via Turati raggiunge con la Dinamo Kiev un accordo per il trasferimento al Milan del giovane attaccante ucraino Andrij Ševčenko, capocannoniere della Champions League 1997-1998. La punta ucraina risulterà decisiva per le sorti della squadra per i successivi sette anni e, nel dicembre del 2004, conquisterà anche il Pallone d'oro, dopo essersi classificato terzo nelle edizioni 1999 e 2000. Nell'agosto del 1999 il Milan manca il primo obiettivo della stagione 1999-2000, la Supercoppa di Lega, persa contro il Parma al Meazza. Nel proprio raggruppamento di Champions League vince una partita su sei (tre pareggi e due sconfitte con Hertha Berlino, Chelsea e Galatasaray). Nella gara decisiva contro i turchi, pur trovandosi in vantaggio 2-1, e ormai qualificato al turno successivo, il Milan viene prima raggiunto sul pari a tre minuti dalla fine e poi superato dai padroni di casa. Scivola così dal secondo posto nel girone che dà accesso alla seconda fase, al quarto, mancando anche il passaggio in Coppa UEFA, che sarebbe stato garantito da un pareggio con il conseguente terzo posto. In UEFA ci va il Galatasaray guidato da Fatih Terim che poi vincerà la competizione. In Serie A il Diavolo chiude al terzo posto a undici punti dalla Lazio campione, non riuscendo mai a inserirsi nella lotta al vertice tra i laziali e la Juventus, entrambi sconfitti dai rossoneri nel corso del torneo.
Nella stagione 2000-2001 i rossoneri cuciono sulla manica della propria maglia il Multiple-winner badge, distintivo ideato dall'UEFA e assegnato ai club che si siano laureati tre volte consecutive campioni d'Europa, oppure che lo siano stati almeno cinque volte anche non consecutive. In Champions League 2000-2001 il Milan viene eliminato nella seconda fase a gironi. Nell'ultimo incontro giocato a marzo, costretto alla vittoria interna contro il Deportivo La Coruña, non va oltre l'1-1 ed è perciò estromesso dalla massima competizione europea per club: svanisce così la possibilità di disputare la finale nel proprio stadio. L'eliminazione costa la panchina a Zaccheroni, che è sostituito da Cesare Maldini, vecchia gloria rossonera e padre di Paolo. Maldini padre esordisce con un 4-0 interno contro il Bari, e alla fine il Milan si piazza al 6º posto in Serie A, qualificandosi per la Coppa UEFA. La squadra vince il derby in trasferta contro l'Inter per 6-0 l'11 maggio 2001 grazie alle doppiette di Comandini e Ševčenko (ancora autore di 24 reti in campionato) e ai gol di Federico Giunti e Serginho; è dalla nascita del campionato di Serie A a girone unico (stagione 1929-1930) che un derby di Milano non termina con uno scarto così ampio. Il percorso in Coppa Italia dei rossoneri si ferma in semifinale, dove il Milan è eliminato dalla Fiorentina guidata da turco Terim, poi vincitrice del trofeo (andata: Milan-Fiorentina 2-2, ritorno: Fiorentina-Milan 2-0).

## Gli anni 2000

### Il ciclo Ancelotti: ancora sul tetto d'Europa e del mondo (2001-2009)

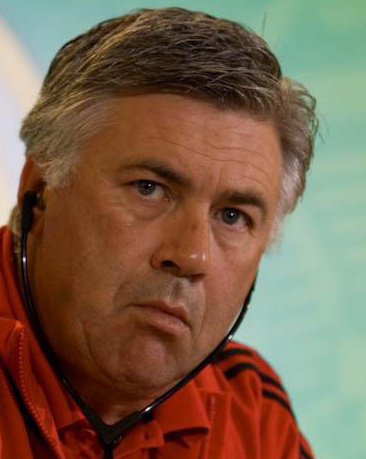
Carlo Ancelotti, tornato sulla panchina del club che lo vide protagonista da giocatore, guidò la squadra rossonera dal 2001 al 2009.

Nell'estate 2001 la dirigenza di via Turati decide di puntare sull'allenatore turco Fatih Terim, nella stagione precedente alla Fiorentina, mentre la campagna acquisti è ricca, con gli ingaggi di Manuel Rui Costa e Filippo Inzaghi. A seguito di risultati altalenanti, culminati nella sconfitta in trasferta contro il Torino, il 4 novembre Terim è esonerato e sostituito da uno degli Immortali di Sacchi, Carlo Ancelotti, nuovamente in rossonero ma in qualità di allenatore. Il tecnico emiliano riesce a guidare i Diavoli alla semifinale di Coppa UEFA, dove sono eliminati dal Borussia Dortmund (seconda semifinale di sempre nella competizione, dopo trenta anni). Nel campionato 2001-2002 i rossoneri ottengono il quarto posto, risultato che dà l'accesso ai preliminari di Champions League della stagione seguente. In Coppa Italia il Milan viene eliminato in semifinale dalla Juventus.
Nel campionato 2002-2003, dopo un girone d'andata concluso con il titolo di campione d'inverno, la squadra rallenta il passo perdendo diversi punti e giungendo infine terza alle spalle della Juventus e dell'Inter (battute entrambe dal Diavolo nel girone di ritorno). In UEFA Champions League, invece, trascinata dai gol di Inzaghi e Ševčenko, il club è artefice di un cammino vittorioso, culminato nel successo finale. Dopo aver superato da primi classificati entrambe le fasi a gironi, l'Ajax ai quarti e in semifinale l'Inter nei primi derby di Milano nella storia della Coppa dei Campioni/UEFA Champions League, a seguito di due pareggi (0-0 e 1-1), per la regola dei gol fuori casa, il 28 maggio a Manchester i diavoli battono ai tiri di rigore la Juventus nella prima finale della Coppa dei Campioni/UEFA Champions League con entrambe le contendenti italiane. Il Milan vince così pera sesta volta il massimo trofeo continentale, cui abbina la vittoria della Coppa Italia, dopo aver superato la Roma nella doppia finale (1-4 in trasferta e 2-2 a San Siro). Quella conquistata in questa stagione è la quinta Coppa Italia per il Milan, la prima e unica sotto la gestione di Berlusconi, a 26 anni dall'ultimo successo in tale competizione.

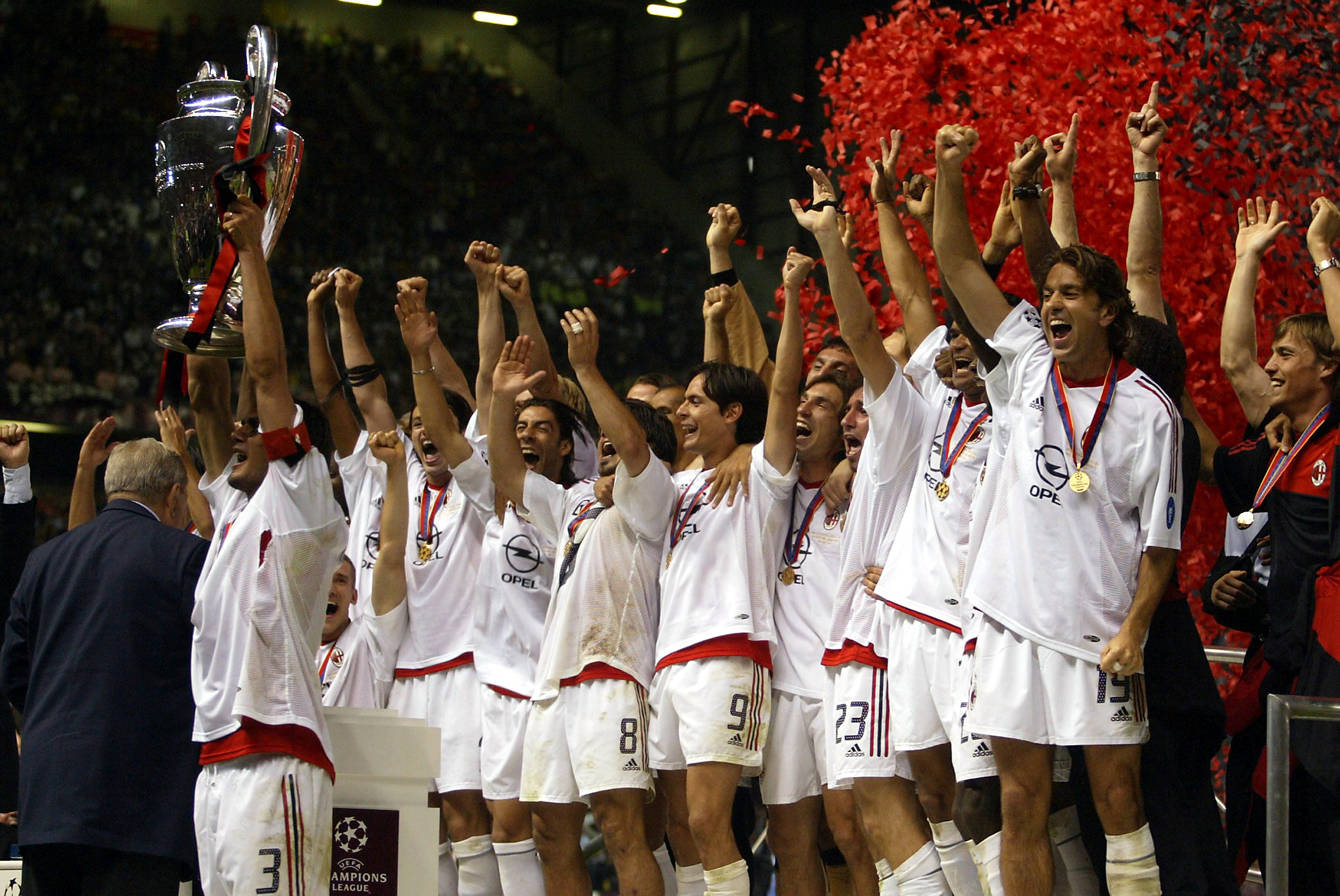
Paolo Maldini mentre alza la UEFA Champions League vinta il 28 maggio 2003 contro la Juventus all'Old Trafford di Manchester. Quarant'anni dopo suo padre Cesare, che ha trionfato a Londra, anche Paolo solleva da capitano rossonero la più importante competizione europea per club.

Nella stagione 2003-2004 il Milan inizia con la sconfitta ai tiri di rigore a New York contro la Juventus nella sfida che mette in palio la Supercoppa italiana. Poche settimane dopo, tuttavia, trionfa a Montecarlo (1-0) nella Supercoppa UEFA contro il Porto, che poi vincerà la UEFA Champions League. In campionato il Milan lotta ai vertici con la Roma e si impone, conquistando il diciassettesimo scudetto della sua storia. A dicembre, per la Coppa Intercontinentale, il Milan era stato sconfitto a Yokohama dagli argentini del Boca Juniors (1-1 dopo i tempi supplementari e 3-1 ai tiri di rigore). In UEFA Champions League il Diavolo raggiunge i quarti di finale, dove viene eliminato in modo rocambolesco dal Deportivo La Coruña, mentre in Coppa Italia esce in semifinale contro la Lazio, poi vincitrice del trofeo.

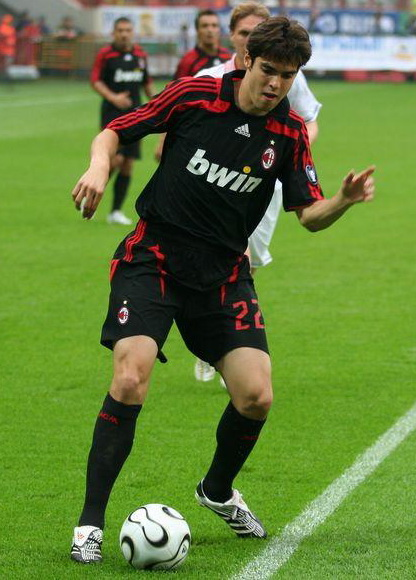
Kaká, arrivato al Milan nel 2003, fu nominato Pallone d'oro e FIFA World Player nel 2007.

La stagione 2004-2005 viene inaugurata con il successo per 3-0 contro la Lazio a San Siro grazie a una tripletta di Ševčenko, che consente ai rossoneri di aggiudicarsi per la quinta volta la Supercoppa nazionale. In campionato (da quest'anno portato a 20 squadre) il Milan arriva secondo a sette punti dalla Juventus guidata dall'ex Fabio Capello. Il titolo verrà poi revocato ai bianconeri dopo lo scandalo del calcio italiano 2006. In UEFA Champions League il Milan raggiunge la finale di Istanbul, la decima per i rossoneri nella competizione, che avrà un epilogo amaro. Pur avendo chiuso il primo tempo in vantaggio per 3-0 contro il Liverpool, nel secondo tempo la squadra di Ancelotti, dopo aver avuto altre occasioni per segnare il quarto gol, viene raggiunta sul 3-3 in sei minuti (dal 54' al 60'). La gara procede ai tempi supplementari e quindi ai tiri di rigore, dove prevale il Liverpool per 3-2. In Coppa Italia il club viene eliminato ai quarti di finale dall'Udinese. Nel dicembre 2004 Ševčenko era stato eletto Pallone d'oro, quinto calciatore del Milan a riuscirci.
Eliminati ai quarti di Coppa Italia 2005-2006 dal Palermo, nel campionato 2005-2006, i rossoneri chiudono secondi a 88 punti a tre lunghezze dalla Juventus campione d'Italia. In seguito alle sentenze relative allo scandalo del calcio italiano questo scudetto verrà poi revocato ai bianconeri e assegnato, a differenza dell'anno precedente, all'Inter a tavolino, terza classificata dopo i risultati del campo, mentre il Milan sarà penalizzato di 30 punti e chiuderà ufficialmente terzo a 58 punti. In UEFA Champions League la squadra viene eliminata in semifinale dal Barcellona, poi vincitore del trofeo.

La squadra nella foto celebrativa per lo scudetto 2003-2004

Nella stagione 2006-2007, dopo un inizio in campionato favorevole, che consente alla squadra di azzerare rapidamente la penalizzazione di 8 punti, i rossoneri arrivano quarti dietro Roma, Lazio e Inter, che vince lo scudetto. In gennaio i rossoneri vengono eliminati dalla Roma (poi vincitrice della competizione) nelle semifinali di Coppa Italia. In UEFA Champions League il club rossonero raggiunge per l'undicesima volta la finale, la terza negli ultimi cinque anni, confermandosi secondo club europeo nella classifica delle finali disputate alle spalle del Real Madrid. Nella finale dello stadio Olimpico di Atene, il 23 maggio, i rossoneri si ritrovano opposti al Liverpool, come nel 2005. A differenza della finale di Istanbul di due anni prima, questa volta ha la meglio il Milan, che si prende la rivincita battendo per 2-1 gli inglesi, risultato che consente al capitano Maldini di sollevare nuovamente, a 4 anni di distanza, la sua quinta Coppa dei Campioni, la settima della storia e la quinta in diciannove anni per il club di via Turati.

Filippo Inzaghi, bomber del Milan negli anni duemila, fu decisivo con i suoi gol nelle vittorie della UEFA Champions League, della Supercoppa UEFA e della Coppa del mondo per club

All'inizio della stagione 2007-2008, a Montecarlo, il Milan si aggiudica la Supercoppa UEFA battendo per 3-1 in rimonta il Siviglia campione in carica, stabilendo il record di successi nella competizione (5), poi battuto. Il 2 dicembre Kaká diventa il sesto calciatore del Milan a vincere il Pallone d'oro e alcune settimane più tardi riceve anche il FIFA World Player. A dicembre i rossoneri partecipano alla Coppa del mondo per club in programma in Giappone, dove superano l'Urawa Red Diamonds in semifinale, per poi sconfiggere per 4-2 in finale il Boca Juniors, vendicandosi così della sconfitta di quattro anni prima e diventando in quel momento il club più titolato della storia a livello di trofei internazionali vinti nelle competizioni confederali ed interconfederali (18). In UEFA Champions League i rossoneri sono eliminati agli ottavi di finale dall'Arsenal. Il 7 febbraio il Milan viene insignito dell'appena istituito FIFA Club World Cup Champions Badge. Questa non è l'unica novità che arricchisce la maglia rossonera: sulla manica la squadra sfoggia anche il logo dei detentori della UEFA Champions League, introdotto dall'UEFA nel 2004, e, sul petto, la scritta «il club più titolato al mondo». In campionato il Milan lotta con la Fiorentina per ottenere il quarto posto utile per la qualificazione ai preliminari di UEFA Champions League, senza riuscirvi. I rossoneri arrivano quinti e accedono dunque alla Coppa UEFA dopo sei stagioni consecutive nella massima competizione europea per club.

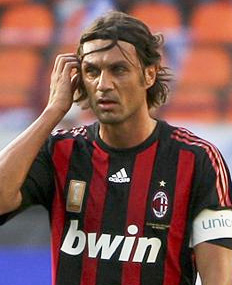
Paolo Maldini, «bandiera» del Milan, di cui è stato capitano dal 1997 al 2009; con i rossoneri ha vinto 26 trofei, risultato che ne fa il giocatore più titolato nella storia del club.

Nella Serie A 2008-2009 il Milan giunge terzo, totalizzando gli stessi punti della seconda classificata Juventus (a decidere sono gli scontri diretti). A dicembre i rossoneri vengono eliminati dalla Coppa Italia 2008-2009 agli ottavi per mano della Lazio, che poi vincerà la competizione, mentre in Coppa UEFA il Milan escono a febbraio ai sedicesimi di finale contro il Werder Brema, futuro finalista della manifestazione. La Coppa UEFA, che dalla stagione successiva cambia format e denominazione, diventando Europa League, rimane così l'unica competizione ufficiale a cui il club ha partecipato senza riuscire a vincere. In campionato i rossoneri giungono terzi: questo piazzamento permette al Milan di accedere direttamente alla UEFA Champions League senza passare dal terzo turno preliminare. Al termine della stagione l'allenatore Ancelotti e il capitano Maldini lasciano il club.

### La stagione con Leonardo (2009-2010)
Per la successione di Ancelotti la società decide di puntare sull'ex calciatore e dirigente rossonero Leonardo, alla prima esperienza in panchina. Pochi giorni più tardi l'annuncio del nuovo allenatore, Kaká, dopo sei stagioni col Milan, viene ceduto al Real Madrid per 65 milioni di euro. La cessione, che si compie al fine di ripianare il bilancio del club, desta ampio dissenso tra la tifoseria. La società decide di non reinvestire la somma incassata per la cessione di Kaká, destinandola al risanamento del bilancio. Nel campionato 2009-2010 i rossoneri guidati da Leonardo riescono a centrare il terzo posto valido per la qualificazione diretta alla Champions League, mentre in Coppa Italia il club di via Turati viene eliminato dall'Udinese, dopo aver perso per 0-1 in casa ai quarti di finale. In Champions League, nella fase a gironi il Milan batte per la prima volta il Real Madrid al Santiago Bernabéu (3-2). Superato il girone eliminatorio con il secondo posto finale, la squadra milanese viene eliminata negli ottavi dal Manchester Utd (prima eliminazione della storia rossonera contro la squadra inglese).

## Gli anni 2010

### La gestione Allegri e la parentesi Seedorf (2010-2014)

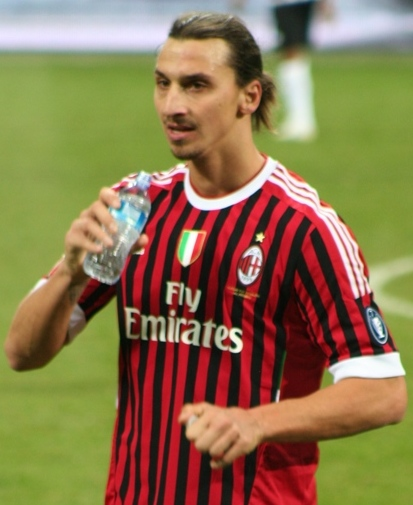
Zlatan Ibrahimović, tra i protagonisti degli scudetti 2010-2011 e 2021-2022; dopo il suo ritiro assume l'incarico di consulente della proprietà rossonera

Per la stagione 2010-2011, come nuovo allenatore, al posto del brasiliano Leonardo, viene ingaggiato il livornese Massimiliano Allegri, reduce da due stagioni al Cagliari. La squadra, dopo una prima fase di pareggi e vittorie di misura, trova una serie positiva che permette ai rossoneri di conquistare il primato in classifica già a novembre, primato che non sarà più abbandonato e consentirà ai Diavoli di conquistare il loro diciottesimo scudetto. In Champions League il club viene eliminata agli ottavi dal Tottenham.
Non vincente è anche l'avventura in Coppa Italia: giunto in semifinale, il Milan deve cedere al Palermo.
La stagione 2011-2012 inizia con la vittoria, ad agosto, della sesta Supercoppa italiana, ottenuta a Pechino battendo per 2-1 l'Inter in rimonta. In campionato, dopo un complicato inizio di stagione i rossoneri rimontano fino ad arrivare in testa alla classifica, ma tra la 30ª e la 31ª giornata perdono il primato in favore della Juventus, a causa del pareggio sul campo del Catania e dell'inaspettata sconfitta casalinga rimediata contro una Fiorentina in lotta per non retrocedere. La sconfitta per 4-2 subita nel derby alla penultima giornata consegna aritmeticamente lo scudetto ai bianconeri. In Champions League il Milan viene estromesso ai quarti di finale dal Barcellona. In Coppa Italia la squadra di Allegri viene eliminata in semifinale dalla Juventus. Al termine della stagione lasciano il club numerosi giocatori protagonisti dei successi ottenuti sotto la guida di Ancelotti: Gattuso, Inzaghi, Nesta e Seedorf. In estate verranno ceduti anche Ibrahimović e Thiago Silva al Paris Saint-Germain.

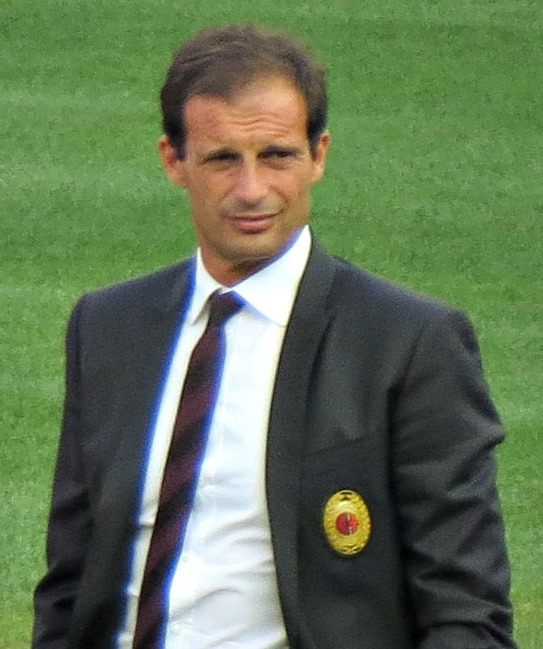
Massimiliano Allegri, allenatore del Milan campione d'Italia nella stagione 2010-2011, a sette anni dalla precedente affermazione.

Nella stagione 2012-2013, in campionato i rossoneri fortemente rivoluzionati a livello di rosa, nell'avvio di annata stentano a trovare risultati utili chiudendo il girone d'andata al settimo posto. Dopo una rimonta nel girone di ritorno, il Milan raggiunge il terzo posto in classifica (da quest'anno unico piazzamento utile per la qualificazione ai preliminari di Champions League). In Coppa Italia Il Milan viene eliminato ai quarti dalla Juventus, mentre in Champions League esce agli ottavi di finale per mano del Barcellona. È la quarta eliminazione negli ottavi di finale di Champions League subita dal Milan nelle ultime cinque partecipazioni ed è la quinta volta nelle ultime sei edizioni delle coppe europee in cui i rossoneri vengono estromessi al primo turno a eliminazione diretta.
A fine agosto 2013 la squadra si guadagna l'accesso alla fase a gironi di Champions superando i play-off a spese del PSV, battuto con il punteggio complessivo di 4-1. Il campionato dei rossoneri non è positivo: dopo aver rimediato sei sconfitte e alcuni pareggi poco convincenti, alla 19ª giornata Massimiliano Allegri, che già aveva annunciato l'abbandono a fine stagione, viene sollevato dall'incarico e sostituito da Clarence Seedorf, dopo una sconfitta per 4-3 sul campo del Sassuolo che fa sprofondare la squadra a 6 punti dalla zona retrocessione. Il Milan chiude poi il campionato all'ottavo posto a pari punti con il Torino, mancando la qualificazione all'Europa League e rimanendo fuori dalle competizioni UEFA dopo quindici stagioni consecutive in Europa (record di partecipazioni consecutive alle coppe europee nella storia del club). In Coppa Italia viene eliminato ai quarti di finale dall'Udinese, mentre in Champions League esce agli ottavi di finale, questa volta per mano dell'Atlético Madrid. Il 19 maggio viene inaugurata "Casa Milan", la nuova sede della società rossonera sita in zona Portello: in precedenza essa si trovava nello storico palazzo di via Filippo Turati 3, che diventò sede dei rossoneri nel 1966.

### La fine dell'era Berlusconi e il doppio cambio di proprietà (2014-2019)
Il 9 giugno 2014 la società annuncia la decisione di affidare la panchina della prima squadra a Filippo Inzaghi, ex attaccante del club e allenatore della Primavera, e Clarence Seedorf è dunque esonerato. Il club, che non partecipa alle coppe europee per la prima volta dalla stagione 1998-99, finisce decimo nel campionato 2014-2015 con 52 punti (cinque in meno dell'anno precedente) e rimane fuori dalle coppe europee per il secondo anno consecutivo, come nel biennio 1996-1998.

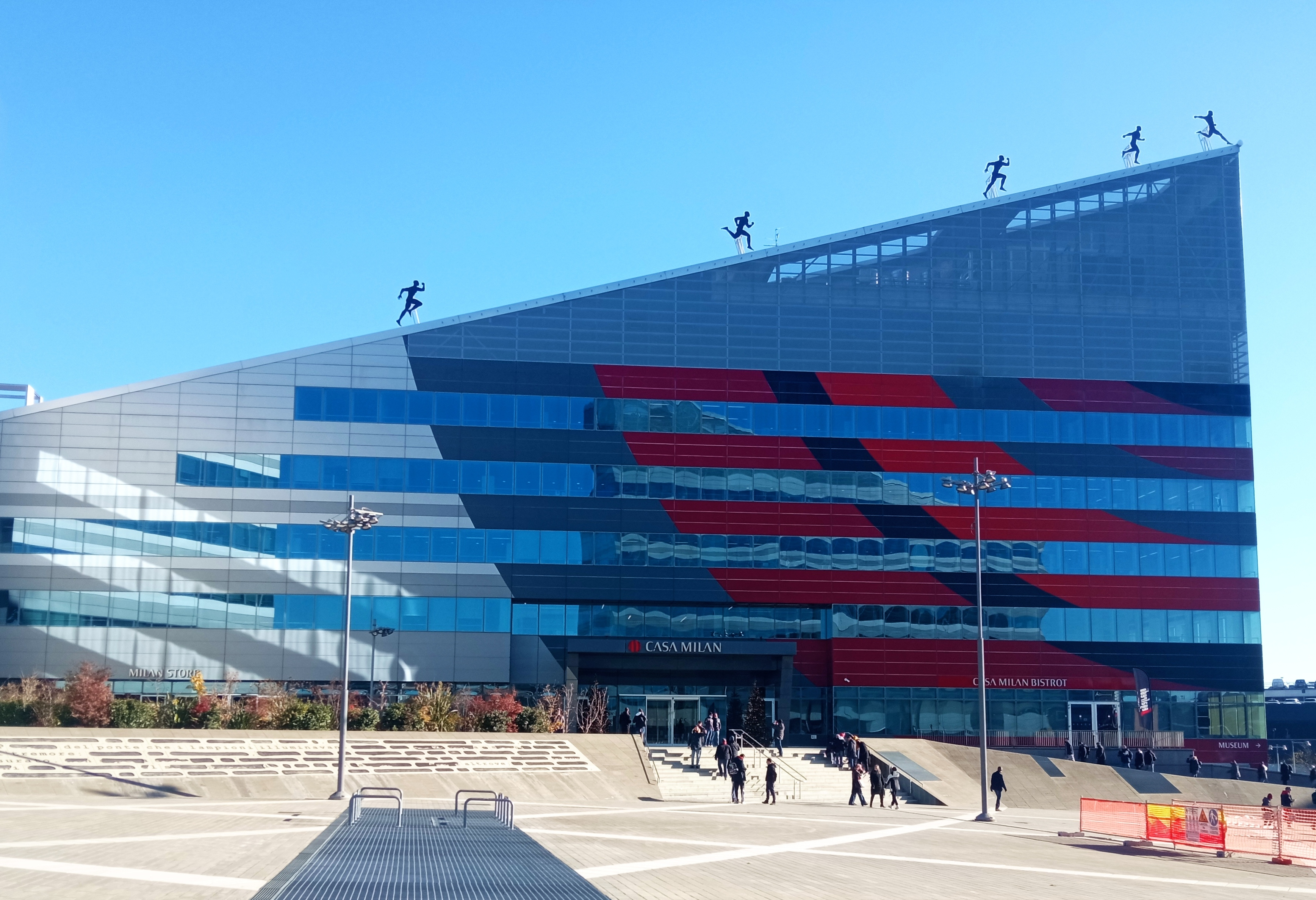
Casa Milan, sede della società rossonera dal 2014.

Nella stagione successiva (2015-2016) la società non rinnova la fiducia neanche al tecnico Inzaghi e sceglie di affidarsi all'ex interista Siniša Mihajlović. Nonostante gli sforzi nel mercato estivo (sono 86 milioni gli euro spesi per rinforzare la squadra), il campionato prosegue sulla falsariga di quello precedente. A sei giornate dal termine, dopo la sconfitta casalinga contro la capolista Juventus, con il club che occupa il sesto posto in classifica, la dirigenza comunica di aver esonerato l'allenatore Mihajlović e di aver affidato la panchina all'ex giocatore del club, nonché allenatore della squadra primavera Cristian Brocchi. Nonostante il cambio di allenatore, il Milan chiude il campionato al settimo posto, anche quest'anno in una posizione di classifica non utile ad assicurare la qualificazione alle coppe europee della stagione successiva. In Coppa Italia raggiunge invece la finale dopo tredici anni, che perde per mano della Juventus ai supplementari. Tuttavia il club acquisisce il diritto di partecipare alla Supercoppa italiana 2016, in quanto la Juventus ha vinto anche il campionato.
Nella stagione 2016-2017, con alla guida il nuovo allenatore Vincenzo Montella, i rossoneri conducono un girone d'andata al di sopra delle aspettative, culminato a dicembre con la vittoria della Supercoppa italiana a Doha ai danni della Juventus ai tiri di rigore. Nel girone di ritorno la squadra non riesce a ripetere le buone prestazioni, ma ottiene comunque il sesto posto finale, valido per l'accesso al terzo turno preliminare di Europa League.
Il 13 aprile 2017, dopo alcuni mesi di trattative, il gruppo Fininvest cede la totalità delle quote in proprio possesso, pari al 99,93% del capitale sociale, alla Rossoneri Sport Investment Lux, società lussemburghese che fa capo dall'imprenditore cinese Li Yonghong, per la cifra complessiva di 740 milioni di euro; il giorno seguente, l'assemblea dei soci elegge lo stesso Li Yonghong presidente del Milan, primo straniero a ricoprire questa carica dopo l'inglese Alfred Edwards, co-fondatore e primo presidente della società milanese fino al 1909. La successiva nomina di un nuovo consiglio di amministrazione segna, tra le altre cose, l'uscita di scena dopo oltre trent'anni di Adriano Galliani, storico plenipotenziario del Milan di Silvio Berlusconi, sostituito nella carica di amministratore delegato da Marco Fassone.

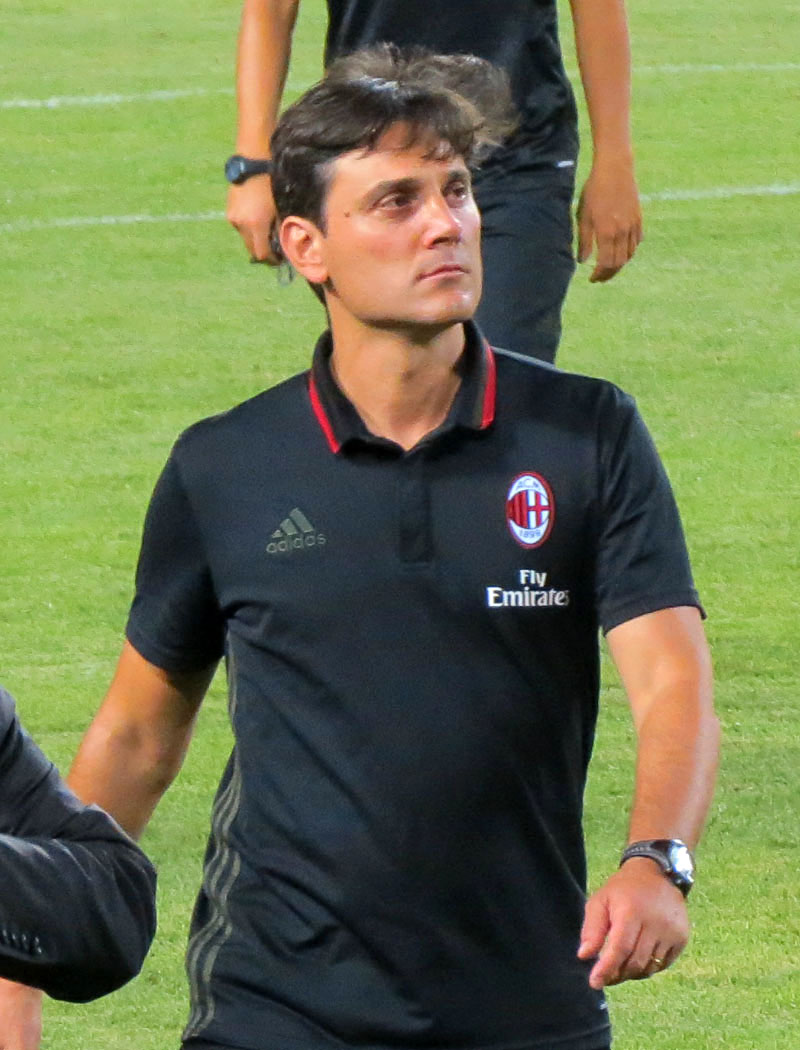
Vincenzo Montella, tecnico della vittoria in Supercoppa italiana 2016, l'unico acuto nelle tribolate vicende milaniste di metà anni 2010.

Nell'estate 2017 il Milan inaugura il nuovo corso cinese varando una fastosa campagna acquisti che porta a Milanello ben undici nuovi calciatori, su tutti il neocapitano Leonardo Bonucci strappato alla Juventus: la società investe nella nuova rosa un totale di circa 230 milioni di euro, cifra-record per una squadra italiana in una singola sessione di mercato.
Queste premesse di rivalsa vengono però seccamente smentite dal campo, con il rinnovato Milan che non mostra cambi di marcia rispetto alle precedenti stagioni. Già in autunno, a seguito di una serie di risultati altalenanti in campionato, Montella è esonerato; al suo posto viene promosso dalla formazione Primavera la bandiera rossonera Gennaro Gattuso. Con il nuovo allenatore la squadra pare invertire la rotta, ma il ritardo in classifica accumulato nella prima parte di stagione non consente l'ingresso in una posizione di classifica utile per la qualificazione in Champions League. Neanche in Europa League i risultati sono brillanti: l'eliminazione giunge agli ottavi di finale contro l'Arsenal, mentre in Coppa Italia il Milan mostra maggiore verve, raggiungendo la dodicesima finale dopo aver superato il Verona, i concittadini dell'Inter e la Lazio. Nell'atto conclusivo, all'Olimpico di Roma, i rossoneri perdono però nettamente contro la Juventus (0-4). Al termine della stagione 2017-2018, in campionato i Diavoli chiudono al sesto posto della classifica: la qualificazione all'Europa League resta tuttavia sub iudice per qualche settimana, a causa delle sanzioni relative alla sopravvenuta violazione del fair play finanziario; la paventata esclusione dalle coppe europee, comminata in prima battuta dalla UEFA, viene successivamente annullata dal TAS nel mese di luglio.
Il 10 luglio 2018, la Elliott Management Corporation comunica di aver assunto il controllo del club a seguito dell'inadempimento delle obbligazioni verso il fondo d'investimento statunitense da parte del presidente Li Yonghong, che il 21 luglio successivo, dopo la riunione dell'assemblea dei soci, viene sollevato dall'incarico insieme all'amministratore delegato Marco Fassone. Contestualmente viene eletto presidente Paolo Scaroni, già membro del consiglio d'amministrazione. La stagione 2018-2019 è la migliore dal 2012-2013: viene infatti chiusa al 5º posto con 68 punti, mancando per un solo punto la qualificazione alla Champions League. Alla fine del campionato, per effetto del lodo del TAS, il club rossonero viene escluso dall'Europa League per aver violato le norme del fair play finanziario nei trienni 2014-2017 e 2015-2018.

## Gli anni 2020

### La gestione Pioli e il diciannovesimo scudetto (2019-2024)

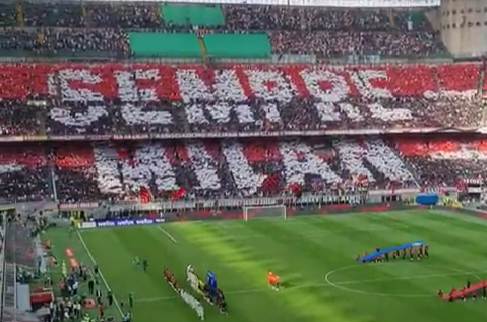
Lo stadio di San Siro in occasione della partita Milan- (2-0), valida per la penultima giornata del campionato di Serie A 2021-2022, chiusosi con la vittoria del 19º scudetto per i rossoneri

La stagione 2019-2020 si apre con diversi cambi nell'organigramma societario: il direttore generale dell'area tecnico-sportiva Leonardo si dimette dal proprio incarico; Paolo Maldini viene promosso direttore tecnico, mentre Zvonimir Boban fa ritorno in rossonero nelle vesti di chief football officer, ruolo che ricoprirà per soli nove mesi. Nelle settimane successive viene annunciato anche Frederic Massara come direttore sportivo. Inoltre, dopo un anno e mezzo alla guida della squadra rossonera, lascia la carica di allenatore Gennaro Gattuso. Al suo posto la società rossonera ingaggia Marco Giampaolo, che in campionato parte male, subendo quattro sconfitte nelle prime sei giornate (peggior partenza del Milan dal 1938-1939). Giampaolo viene quindi esonerato in ottobre per lasciare il posto a Stefano Pioli. Con l'arrivo nel mercato invernale di Zlatan Ibrahimović, di ritorno in rossonero dopo sette anni, e di Simon Kjær, il Milan risale posizioni in classifica: malgrado un filotto di partite senza sconfitte alla ripresa del torneo dopo lo stop del campionato dovuto alla pandemia di COVID-19, i rossoneri chiudono al sesto posto finale, pagando l'avvio negativo. In Coppa Italia il cammino si arresta in semifinale per mano della Juventus per la regola dei gol fuori casa, dopo due pareggi (1-1 a Milano e 0-0 a Torino), con il Milan che chiude da imbattuto la competizione.

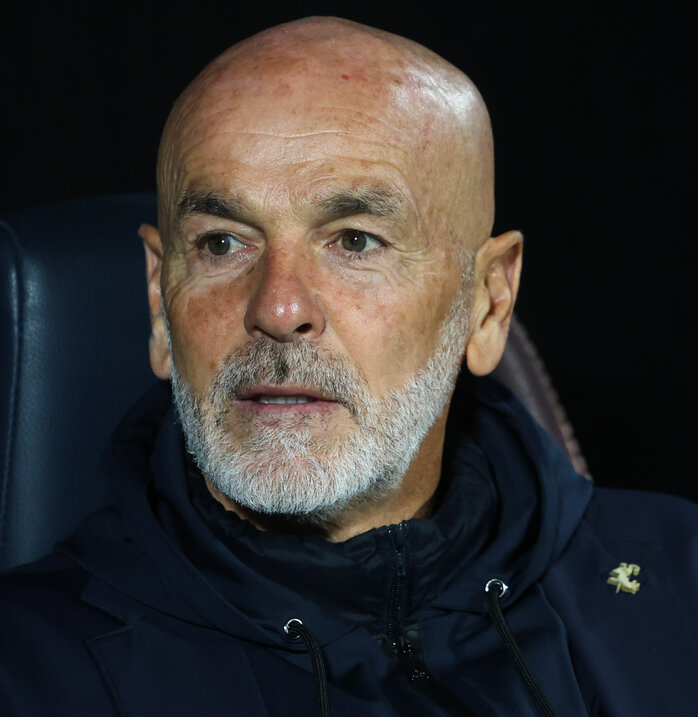
Durante il suo ciclo, Stefano Pioli qualifica il Milan in UEFA Champions League dopo sette anni di assenza, vince lo scudetto e riporta i rossoneri a disputare una semifinale europea

Confermato il tecnico emiliano, il Milan inizia il campionato 2020-2021 proseguendo la serie di risultati utili consecutivi iniziata l'anno precedente e portandola a 27 partite di fila senza sconfitte: questi risultati positivi valgono la vetta solitaria della classifica già dopo 4 giornate. Il primo posto in graduatoria viene mantenuto fino al termine del girone di andata; alla terza di ritorno, i rossoneri cedono il passo all'Inter, che allunga il distacco vincendo il derby nella giornata successiva. Da quel momento gli uomini di Pioli incappano in alcuni risultati negativi e arrivano ad occupare anche il quinto posto, ma una serie di risultati utili nelle ultime gare di campionato consente loro di chiudere al secondo posto in classifica (miglior piazzamento dal 2012-2013), con conseguente qualificazione alla UEFA Champions League dopo sette anni di assenza dalla competizione. In Europa League i meneghini vengono eliminati agli ottavi di finale dal Manchester United, mentre in Coppa Italia ai quarti dall'Inter. 
Nel campionato di 2021-2022 la squadra di Pioli inizia con 12 partite di fila senza sconfitte, condividendo il primato in classifica con il Napoli. In seguito ad alcuni passi falsi, i rossoneri cedono la vetta della classifica all'Inter e non riescono ad aggiudicarsi, a differenza della stagione precedente, il titolo platonico di campioni d'inverno. Nel mese di febbraio gli uomini di Pioli si presentano al derby con 4 punti di ritardo dall'Inter capolista: i rossoneri si impongono in rimonta per 2-1, riducendo lo svantaggio in classifica a un solo punto. Nella giornata seguente i rossoneri sorpassano in classifica i concittadini, guadagnando la vetta della graduatoria. Il Milan conserva la prima posizione fino al termine della stagione, vincendo per la diciannovesima volta lo scudetto grazie alla vittoria in trasferta con il Sassuolo, che consente ai rossoneri di chiudere il campionato con 86 punti, due in più dell'Inter. In Champions League il Milan viene eliminato già nella fase a gruppi, mentre in Coppa Italia è eliminato in semifinale dall'Inter.

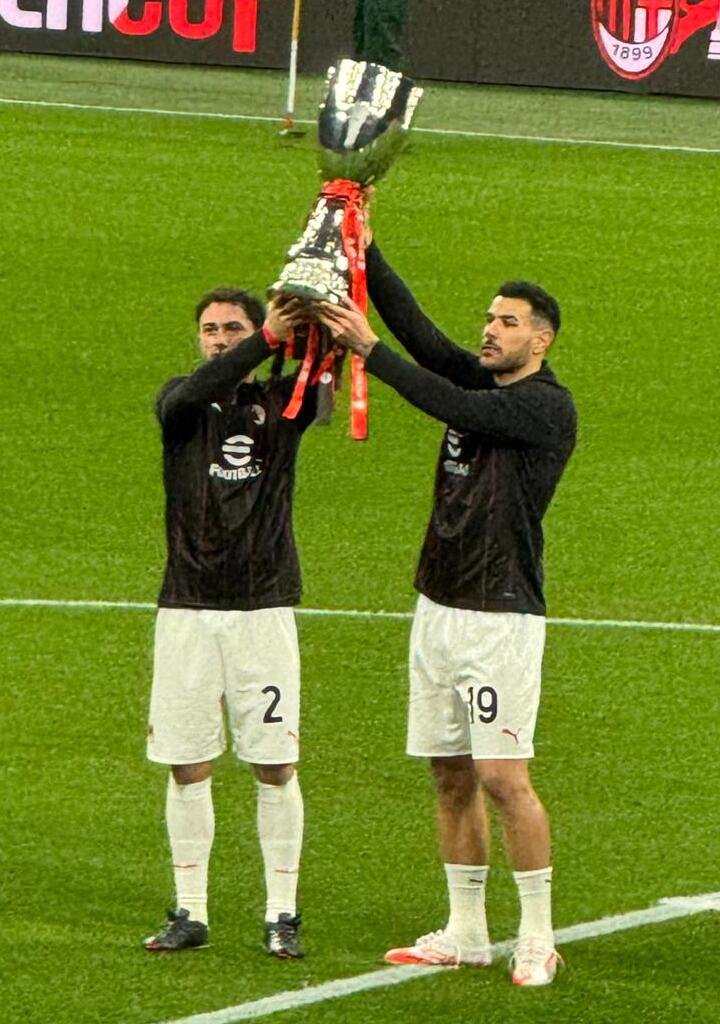
I giocatori del Davide Calabria e Theo Hernández con il trofeo della Supercoppa italiana 2024, vinta dai rossoneri battendo in finale l'

Nella stagione seguente, apertasi con il passaggio del club alla società di investimento statunitense RedBird Capital Partners, con a capo l'imprenditore Gerry Cardinale, non arriva la vittoria della Supercoppa italiana, a causa della sconfitta per 3-0 patita allo stadio internazionale Re Fahd di Riad contro l'Inter. La squadra, dopo aver perso contatto in gennaio con la vetta della classifica occupata dal Napoli, lotta per il quarto posto e lo raggiunge alla penultima giornata, vincendo sul campo della Juventus, che viene penalizzata di dieci punti dalla giustizia sportiva e scivola fuori dalle prime quattro posizioni. Sul fronte europeo i rossoneri raggiungono, dopo sedici anni, le semifinali della UEFA Champions League, dove vengono eliminati dai rivali cittadini dell'Inter. A fine stagione Paolo Maldini e Frederic Massara lasciano il club.
Nella stagione 2023-2024, la seconda con Pioli in panchina, il Milan ottiene il secondo posto in campionato, dietro ai concittadini dell'Inter, mentre in Coppa Italia i rossoneri escono ai quarti di finale; in UEFA Champions League, sorteggiati in un girone complicato, si piazzano terzi nel raggruppamento, accedendo così all'Europa League, dove escono contro la Roma ai quarti. Alla fine della stagione Pioli lascia il Milan dopo cinque annate, in cui ha riportato il Diavolo alla vittoria dello scudetto e in semifinale di Champions, ma ha stabilito il record negativo di sei derby contro l'Inter persi consecutivamente.

### Le gestioni Fonseca e Conceição (2024-2025)
Nella stagione successiva la panchina passa al portoghese Paulo Fonseca, il quale nel settembre 2024 riesce a riportare il Milan alla vittoria nel derby della Madonnina dopo sei sconfitte nella stracittadina tra campionato e coppe e nel novembre seguente consegue un successo in casa del Real Madrid che mancava da quindici anni, ma a causa di risultati altalenanti viene esonerato già il 30 dicembre 2024 e sostituito dal connazionale Sérgio Conceição. Il successore esordisce nella Supercoppa italiana 2024 e guida il Milan alla vittoria del trofeo, grazie ai successi contro le rivali storiche, Juventus (2-1 in semifinale) e Inter (3-2 in finale), consentendo ai rossoneri di mettere in bacheca la competizione per l'ottava volta. Malgrado un rendimento negativo in campionato, la squadra raggiunge la finale di Coppa Italia, dopo aver eliminato l'Inter in semifinale, ma viene sconfitta per 0-1 dal Bologna. I rossoneri chiudono un'annata deludente all'ottavo posto, mancando la qualificazione alle coppe europee; al termine della stagione il rapporto con il tecnico Conceição si interrompe.

### Esplicative
1. ↑  I campionati nazionali effettivi senza vittorie furono trentasei, per via della mancata partecipazione del 1908 e le interruzioni belliche (1915-1919 e 1943-1945). Se si considerano invece i trofei di guerra, i rossoneri non vincevano dal 1918 (Coppa Mauro) ovvero da 33 anni.
2. ↑  Formula del torneo introdotta definitivamente nella stagione 1929-1930.
3. ↑  Dopo l'esclusione del Parma, sesto classificato in campionato, per la mancata concessione della licenza UEFA, dovuta al ritardato pagamento di circa 300 000 euro di ritenute IRPEF, la differenza reti diventa il criterio discriminante per l'accesso del Torino al terzo turno preliminare di Europa League.

### Bibliografiche
1. ↑   La nascita di un mito, su magliarossonera.it.
2. ↑  Di Cera, cap. 1.
3. ↑   Milan, 115 anni di storia, su La Gazzetta dello Sport, 15 dicembre 2014.
4. ↑   Matteo Chiamenti, Il papà del Milan, su milannews.it, 8 settembre 2010. URL consultato il 31 agosto 2015.
5. ↑  Di Cera, Cap. 1.
6. ↑  Panini, 2005, p. 8.
7. ↑   Andrea Masala, Cento Milan, 37 successi, su archiviostorico.gazzetta.it, 15 dicembre 1999. URL consultato il 15 dicembre 2024.
«Chi per primo raccontò la storia dei rossoneri, il marchese Porro Lambertenghi, fa risalire la data al 18 dicembre 1899, ma mette le mani avanti: «Se invento qualche data, chiudete un occhio».»
8. ↑  Per ulteriori informazioni sul dibattito storiografico circa la fondazione del Milan, e segnatamente sul rinvenimento della data del 18 dicembre da parte del ricercatore Ivano Michetti, cfr.  La nascita di un mito, su magliarossonera.it. URL consultato il 20 dicembre 2024..
9. 1 2 3 4 5 6 7 8 9 10 11 12 13 14 15  Pellegatti.
10. 1 2  Panini, p. 8.
11. ↑  Panini, pp. 10-11.
12. 1 2 3 4 5 6 7 8 9   Albo d'Oro, su legaseriea.it. URL consultato il 31 maggio 2013 (archiviato dall'url originale il 18 ottobre 2010).
13. 1 2 3 4 5 6 7 8 9 10 11 12 13 14 15 16 17 18 19 20 21 22 23 24 25 26 27 28 29 30 31 32 33 34 35 36 37 38 39 40 41 42 43 44 45 46 47 48 49 50 51 52 53 54 55 56 57 58 59 60 61 62 63 64 65 66 67 68 69 70 71 72 73 74 75  Mondadori.
14. ↑  Panini, 1999, pp. 27-38.
15. ↑  Panini, 1999, p. 39.
16. ↑  Panini, 1999, p. 48.
17. ↑  Panini, 1999, p. 59.
18. 1 2 3   Le denominazioni societarie dal 1899, su magliarossonera.it. URL consultato il 31 maggio 2013.
19. 1 2 3 4 5 6 7 8 9 10 11 12 13 14 15 16 17 18 19 20 21 22 23 24 25 26 27 28 29 30 31 32 33 34 35 36 37  Almanacco illustrato del calcio, edizioni Rizzoli, Carcano, Panini.[anno mancante]
20. ↑  Panini, 1999, p. 85.
21. 1 2   San Siro: Storia, su sansiro.net. URL consultato il 31 maggio 2013 (archiviato dall'url originale il 1º maggio 2018).
22. ↑  Panini, 1999, p. 97.
23. ↑  Panini, 1999, p. 117.
24. ↑  Panini, 1999, p. 169.
25. ↑   Fabio Monti, Meazza dopo un secolo resta il più bravo di tutti, in Corriere della Sera, Milano, 23-27 agosto 2010. URL consultato il 31 maggio 2013.
26. 1 2 3 4 5  Panini, 1999, p. 216.
27. ↑  La TV per sport, di Pino Frisoli, ed. Tracce, 2007.
28. ↑  Panini, 1999, p. 251.
29. 1 2 3 4 5 6  Biblioteca Trivulziana.
30. 1 2 3 4 5 6 7 8 9  Melegari.
31. 1 2 3 4 5 6 7 8 9  Cerruti, Costa, Franchetti.
32. 1 2   Gianni Rivera, Oreste Del Buono, Dalla Corea al Quirinale, Rizzoli, 1968.
33. ↑  Panini, 1999, p. 296.
34. ↑   Claudio Gregori, 22 maggio 1963: il Milan conquista la prima Coppa dei Campioni. La favola dell'Abatino e del Coniglio, in La Gazzetta dello Sport, Milano, 20 maggio 2013. URL consultato il 31 maggio 2013 (archiviato dall'url originale il 7 giugno 2013).
35. ↑   Messi, record di gol in UEFA Champions League, su it.uefa.com, uefa.com, 3 aprile 2012. URL consultato il 31 maggio 2013.
36. ↑  se si considerano anche i gol nei turni preliminari, da Ruud van Nistelrooy nel 2002-2003
37. ↑  Panini, 1999, p. 303.
38. ↑   AC Milan - UEFA Champions League 1963/64 - Partite, su it.uefa.com, UEFA.com. URL consultato il 31 maggio 2013.
39. ↑   All'inferno del Maracanà (JPG), Rio De Janeiro.[dati mancanti]
40. ↑   L'arbitraggio Santos-Milan (PDF), in La Stampa, 19 novembre 1963,  p. 8.
41. ↑  http://www.magliarossonera.it/img196364/uff29a_1964.jpg
42. ↑   Forza Milan!, su acmilan.com. URL consultato il 31 maggio 2013 (archiviato dall'url originale il 21 febbraio 2014).
43. ↑  Panini, 1999, p. 316.
44. ↑  Panini, 1999, p. 323.
45. ↑   Una prima e due seconde, su archiviolastampa.it, Stampa Sera, 19 maggio 1969,  p. 7. URL consultato il 25 gennaio 2014.
46. ↑  Panini, p. 340.
47. ↑   Corrado Sannucci, Quella battaglia con l'Estudiantes tra sputi, botte e Combin in manette, in la Repubblica, 12 dicembre 2003,  p. 62. URL consultato il 31 maggio 2013.
48. ↑   La Tribù del Calcio con Chiarugi, su sportmediaset.mediaset.it, Sport Mediaset, 27 gennaio 2011. URL consultato il 31 maggio 2013.
49. ↑   Il calcioscommesse degli anni Ottanta, in il Post, 4 giugno 2012. URL consultato il 31 maggio 2013.
50. ↑  Panini, p. 455.
51. ↑  La grande storia del Milan, DVD n. 5, La Gazzetta dello Sport.
52. 1 2   Il Milan è di Berlusconi, in la Repubblica, 11 febbraio 1986,  p. 22. URL consultato il 31 maggio 2012.
53. ↑  Panini, p. 467.
54. ↑   C'è solo il Milan di Sacchi tra i 10 top team di sempre, in La Gazzetta dello Sport, 10 luglio 2007. URL consultato il 31 maggio 2013.
55. ↑   1986, Berlusconi salva il Milan, in Corriere dello Sport, 20 febbraio 2011. URL consultato il 31 maggio 2013 (archiviato dall'url originale il 17 ottobre 2014).
56. ↑  Panini, p. 489.
57. ↑  Panini, pp. 484, 490.
58. ↑  Panini, pp. 498-499.
59. ↑  Panini, p. 492.
60. 1 2  Panini, p. 507.
61. ↑  Panini, p. 501.
62. ↑   Antonio Dipollina, L'ultimatum di Berlusconi, in la Repubblica, Milano, 16 febbraio 1991. URL consultato il 21 settembre 2009.
63. 1 2  Panini, p. 509.
64. ↑  Panini, p. 521.
65. ↑   Giancarlo Padovan, Cesare Fiumi, Fabio Monti e Alberto Costa, Milan, il cuore da solo non basta, in Corriere della Sera, 27 maggio 1993,  p. 41. URL consultato il 31 maggio 2013 (archiviato dall'url originale il 14 luglio 2014).
66. 1 2 3 4 5 6 7 8 9 10 11 12 13 14 15 16 17 18  Panini, p. 524.
67. ↑   Record di imbattibilità per Buffon: 974', su legaseriea.it, 20 marzo 2016. URL consultato il 20 marzo 2016 (archiviato dall'url originale il 2 agosto 2017).
68. ↑  Panini, p. 529.
69. 1 2  Panini, p. 532.
70. 1 2  Panini, p. 537.
71. ↑  Panini, p. 539.
72. ↑   1994/95: Kluivert affonda il Milan, su it.uefa.com, uefa.com, 24 maggio 1995. URL consultato il 31 maggio 2013.
73. ↑   Roberto Beccantini, Savicevic e Baggio firmano la festa, in La Stampa, 29 aprile 1996,  p. 28.
74. ↑  Panini, p. 546.
75. ↑  Panini, p. 547.
76. ↑  Forza Milan
77. ↑   UEFA Champions League 1996/97 - Storia - Milan, su UEFA.com.
78. ↑   UEFA Champions League 1999/00 - Storia - Milan, su it.uefa.com, UEFA.com.
79. ↑   UEFA Champions League 2000/01 - Storia - Milan, su it.uefa.com, UEFA.com.
80. ↑   UEFA Champions League 2002/03 - Storia - Milan, su it.uefa.com, UEFA.com.
81. ↑   Paolo Menicucci, La sconfitta più amara, su it.uefa.com, uefa.com, 26 maggio 2005. URL consultato il 31 maggio 2013.
82. ↑   UEFA Champions League 2004/05 - Storia - Milan, su it.uefa.com, UEFA.com.
83. ↑   2004/05: Il Liverpool beffa il Milan, su it.uefa.com, UEFA.com.
84. ↑   Coppa Italia 2004/2005, su gazzetta.it, La Gazzetta dello Sport.
85. ↑   Albo vincitori Pallone d'oro Fifa, su sportlive.it, 8 gennaio 2013. URL consultato il 2 giugno 2013 (archiviato dall'url originale il 24 settembre 2015).
86. ↑   Coppa ITALIA, su gazzetta.it, La Gazzetta dello Sport.
87. ↑   Classifica, su legaseriea.it. URL consultato il 3 giugno 2013 (archiviato dall'url originale l'8 luglio 2012).
88. ↑   Stagione 2006 - 2007, su acmilan.com (archiviato dall'url originale il 5 giugno 2007).
89. ↑   UEFA Champions League 2006/07 - Storia - Milan, su UEFA.com.
90. ↑   Pallone d'Oro: Kakà ha stracciato tutti, su Gazzetta dello Sport.
91. ↑  (EN) Kaka named Fifa World Player of the Year, su Telegraph.
92. ↑   UEFA Europa League 2008/09 - Storia - Milan, su UEFA.com.
93. ↑   Amichevoli e Tornei | AC Milan, su acmilan.com.
94. ↑   Milan: Ancelotti saluta, arriva Leonardo, su corriere.it, Corriere della Sera, 31 maggio 2009. URL consultato il 31 maggio 2013.
95. ↑   Kakà firma con il Real Madrid: «Addio Milan, volevo restare», su ilsole24ore.com, Il Sole 24 Ore, 9 giugno 2009. URL consultato il 31 maggio 2013.
96. ↑   UEFA Champions League 2009/10 - Storia - Milan, su UEFA.com.
97. ↑   Rosa, su AC Milan.
98. ↑   Amichevoli e Tornei, su acmilan.com.
99. ↑   Gaetano De Stefano, Ibra-Boateng: Inter a terra Festa Milan in Supercoppa, in La Gazzetta dello Sport, Pechino, 6 agosto 2011.
100. ↑   Amichevoli e Tornei, su AC Milan.
101. ↑   UEFA Champions League 2011/12 - Storia - Milan, su it.uefa.com, uefa.com.
102. ↑   Riccardo Pratesi, Vucinic castiga ancora il Milan. Conte: "Bella risposta", in La Gazzetta dello Sport, 9 gennaio 2013. URL consultato il 31 maggio 2013.
103. ↑   Paolo Menicucci, Messi spegne il sogno del Milan, su it.uefa.com, uefa.com, 12 marzo 2013. URL consultato il 31 maggio 2013.
104. ↑   Milan-Psv 3-0. Rossoneri ai gironi di Champions. Doppio Boateng e Balotelli, su La Gazzetta dello Sport.
105. ↑   Allegri: "A fine stagione lascio il Milan", su liberoquotidiano.it.
106. ↑   Esonerato Allegri - Squadra Provvisoriamente A Tassotti, su AC Milan.
107. ↑   LUNEDI' 19 MAGGIO L'INAUGURAZIONE UFFICIALE DI CASA MILAN, su AC Milan.
108. ↑   Breaking News: Ac Milan Comunicato Ufficiale Inzaghi, su AC Milan.
109. ↑  http://www.acmilan.com/it/news/show/161535
110. ↑   MAX CRISTINA, Supercoppa italiana al Milan: Juventus battuta ai rigori - Sportmediaset, su Sportmediaset.it. URL consultato il 24 dicembre 2016.
111. ↑   Monica Colombo, Parla Yonghong Li: «Forza Milan!» Fassone: «Gigio resta, club in Borsa», in Corriere della Sera. URL consultato il 14 aprile 2017.
112. ↑   Milan, inizia l'era cinese - Gli obiettivi: "Ritorno in Champions League e rinnovo Donnarumma", su Il Fatto Quotidiano, 14 aprile 2017. URL consultato il 14 aprile 2017.
113. ↑   L'ultimo gol di Silvio: 740 milioni per il suo Milan, in Il Sole 24 ORE. URL consultato il 14 aprile 2017.
114. ↑   Redazione, Milan, ecco il nuovo CdA: Yonghong Li presidente, presenti Fassone e Scaroni, su Calcio e Finanza, 14 aprile 2017. URL consultato il 14 aprile 2017.
115. ↑   Milan venduto al cinese Li Yonghong: finisce l'era Berlusconi, in La Gazzetta dello Sport - Tutto il rosa della vita. URL consultato il 14 aprile 2017.
116. ↑   Milan, inizia l'era cinese l'amministratore delegato è Marco Fassone, in MilanoToday. URL consultato il 14 aprile 2017.
117. ↑   Sky Sport, Milan, Fassone Doc: il Ceo spopola sui social. URL consultato il 14 aprile 2017.
118. ↑   Milan, Fassone: «Spesi sul mercato 230 milioni, tutti a bilancio quest'anno», su corrieredellosport.it, 31 agosto 2017. URL consultato il 2 settembre 2017.
119. ↑   Facciamo i conti: tutti i record di questa folle sessione di calciomercato, su it.eurosport.com, 1º settembre 2017. URL consultato il 2 settembre 2017.
120. ↑   Milan di nuovo in Europa, il Tas ha accolto il ricorso, su gazzetta.it, 20 luglio 2018.
121. ↑   Milan, Elliott assume il controllo e apporta 50 milioni di capitale, su ilsole24ore.com, 10 luglio 2018. URL consultato il 20 luglio 2018.
122. ↑   Milan-Cda, sollevati Yonghong Li e Fassone. Scaroni eletto nuovo presidente, in La Gazzetta dello Sport, 21 luglio 2018.
123. ↑   Milan fuori dall’Europa League, il Torino ai preliminari. Roma ai gironi, su corriere.it, 28 giugno 2019.
124. 1 2   Perché Leonardo e Gattuso lasciano il Milan, su sport.sky.it, 28 maggio 2019.
125. ↑   Milan, ora è ufficiale: Maldini d.t. e Boban Chief Football Officer, su gazzetta.it, 14 giugno 2019.
126. ↑   COMUNICATO UFFICIALE: ZVONIMIR BOBAN, su acmilan.com, 7 marzo 2020. URL consultato il 7 marzo 2020.
127. ↑   FREDERIC MASSARA SARÀ IL NUOVO DIRETTORE SPORTIVO DEL MILAN, su acmilan.com, 21 giugno 2019 (archiviato dall'url originale il 21 giugno 2019).
128. ↑   Milan, è ufficiale: Giampaolo è il nuovo allenatore, su gazzetta.it, 19 giugno 2019.
129. ↑   Milan, con la Fiorentina il 4 ko nelle prime 6: era successo 81 anni fa, su sport.sky.it, 29 settembre 2019.
130. ↑   La resa di Giampaolo, vittima (non solo) dei suoi errori, su panorama.it, 7 ottobre 2019.
131. ↑   Giovanni Capuano, E' Pioli l'allenatore giusto per il Milan?, su panorama.it, 8 ottobre 2019.
132. ↑   Zlatan Ibrahimovic riabbraccia il Milan, su acmilan.com, 27 dicembre 2019.
133. ↑   Ibra: "Voglio aiutare il Milan", su acmilan.com, 2 gennaio 2020.
134. ↑   Milan: Ibrahimovic ha firmato, scelta la maglia 21, su sportmediaset.mediaset.it, 2 gennaio 2020.
135. ↑   Il calcio riparte senza gol. Niente impresa per il Milan in 10. Juve in finale, ma CR7 è l’ombra di se stesso, su gazzetta.it, 12 giugno 2020.
136. ↑   Milan campione d’Italia, vince il 19º scudetto (come l’Inter), su ilmessaggero.it, 22 maggio 2022.
137. ↑   Redbird Capital Partners completa l'acquisizione di AC Milan, su acmilan.com, 31 agosto 2022.
138. ↑   Festa Inter in Supercoppa: Milan travolto 3-0 con le magie di Dzeko e Lautaro!, su gazzetta.it, 18 gennaio 2023.
139. ↑   Festa Milan: la Champions è al sicuro. Juve vuota, a Pioli basta Giroud, su gazzetta.it, 28 maggio 2023.
140. ↑   Estasi Inter: Lautaro segna, Milan ancora battuto. È finale di Champions dopo 13 anni!, su gazzetta.it, 16 maggio 2023.
141. ↑   Il Milan di Cardinale manda via Maldini: il comunicato ufficiale, su tuttosport.com, 6 giugno 2023.
142. ↑   Comunicato ufficiale: Frederic Massara, su acmilan.com, 7 giugno 2023. URL consultato il 7 giugno 2023.
143. ↑   Sky TG24, Milan, ufficiale la separazione da Pioli a fine stagione, su tg24.sky.it, 24 maggio 2024. URL consultato il 9 agosto 2024.
144. ↑   L'era Pioli si chiude con due record negativi nei derby. È il primo a perderne 10, su milannews.it, 22 aprile 2024.